# NK Driebanden Klein Dames 2017-2018
De 2e editie van het Nederlands kampioenschap biljarten in de spelsoort Driebanden Klein voor Dames in het seizoen 2017/18 werd gespeeld van 9 t/m 11 maart 2018 op 8 tafels in Almere en werd georganiseerd door de biljart vereniging  Almere'83.
Vijfenvijftig spelers schreven in voor dit kampioenschap. De laatste open plaats werd opgevuld Corry van de Laar die zich als eerste aanmeldde na de live uitzending van de loting via Facebook.
De speelsters werden daarin verdeeld over 7 poules van 8 speelsters. Door diverse afmeldingen bleven er daarvan uiteindelijk 6 over waarvan één met 7 speelsters.

Gerrie Geelen werd uiteindelijk de terechte kampioene door titelverdedigster Joke Breur in de finale kansloos te laten.

## Indeling poules na loting
Op 18 november 2017 werden de 55 dames die zich tijdig hadden ingeschreven in de diverse poules geloot. De loting werd verricht door de op dat moment zojuist aangestelde bondstrainer Dave Christiani.

Door diverse afmeldingen werden poule-indelingen en speelschema's herhaaldelijk gewijzigd, en uiteindelijk bleven er 6 poules van 8 speelsters over.

Besloten werd om in de poulefase het Ave-systeem te hanteren.
| NK Driebanden Klein voor Dames 2017-2018 - POULEINDELING A - C | NK Driebanden Klein voor Dames 2017-2018 - POULEINDELING A - C | NK Driebanden Klein voor Dames 2017-2018 - POULEINDELING A - C | NK Driebanden Klein voor Dames 2017-2018 - POULEINDELING A - C | NK Driebanden Klein voor Dames 2017-2018 - POULEINDELING A - C | NK Driebanden Klein voor Dames 2017-2018 - POULEINDELING A - C |
| Poule A                                                        | SPEELSTER                                                      | Poule B                                                        | SPEELSTER                                                      | Poule C                                                        | SPEELSTER                                                      |
| -------------------------------------------------------------- | -------------------------------------------------------------- | -------------------------------------------------------------- | -------------------------------------------------------------- | -------------------------------------------------------------- | -------------------------------------------------------------- |
| 1                                                              | Nicky Havermans                                                | 1                                                              | Pauline Gerritsen                                              | 1                                                              | Janine Verkerk-Heikoop                                         |
| 2                                                              | Ilse Krishnadath                                               | 2                                                              | Anneke Groenewoud                                              | 2                                                              | Mieke Schenkels                                                |
| 3                                                              | Karin Knegt-Hoogers                                            | 3                                                              | Nienke Lehmann-Schutte                                         | 3                                                              | Hillechien Adrichem-Volk                                       |
| 4                                                              | Bets Dekker-Boon                                               | 4                                                              | Joyce Klunder                                                  | 4                                                              | Brigitte Duhn                                                  |
| 5                                                              | Petra Lips-Versluis                                            | 5                                                              | Celina Wolfs                                                   | 5                                                              | Ada Cozijnsen                                                  |
| 6                                                              | Sabine Bakker                                                  | 6                                                              | Gerrie Wierstra-van Middendorp                                 | 6                                                              | Helen Koelink                                                  |
| 7                                                              | Hanny Bleij                                                    | 7                                                              | Sylvia Eckel                                                   | 7                                                              | Margriet van den Akker                                         |
| 8                                                              | Corry van de Laar                                              | 8                                                              | Els van Tol                                                    | 8                                                              | Monique van Exter                                              |
|                                                                |                                                                |                                                                |                                                                |                                                                |                                                                |

| NK Driebanden Klein voor Dames 2017-2018 - POULEINDELING D - F | NK Driebanden Klein voor Dames 2017-2018 - POULEINDELING D - F | NK Driebanden Klein voor Dames 2017-2018 - POULEINDELING D - F | NK Driebanden Klein voor Dames 2017-2018 - POULEINDELING D - F | NK Driebanden Klein voor Dames 2017-2018 - POULEINDELING D - F | NK Driebanden Klein voor Dames 2017-2018 - POULEINDELING D - F |
| Poule D                                                        | SPEELSTER                                                      | Poule E                                                        | SPEELSTER                                                      | Poule F                                                        | SPEELSTER                                                      |
| -------------------------------------------------------------- | -------------------------------------------------------------- | -------------------------------------------------------------- | -------------------------------------------------------------- | -------------------------------------------------------------- | -------------------------------------------------------------- |
| 1                                                              | Anita Schonewille                                              | 1                                                              | Bea Stitselaar-Kok                                             | 1                                                              | Gerrie Geelen                                                  |
| 2                                                              | Femke Verheul-Matze                                            | 2                                                              | Francine van Yperen                                            | 2                                                              | Andrea Hofman-Manrique                                         |
| 3                                                              | Joke Breur                                                     | 3                                                              | Jetty van Hummel                                               | 3                                                              | Nynke Kuindersma                                               |
| 4                                                              | Helen van Kempen-van Sliedregt                                 | 4                                                              | Natasja Damen                                                  | 4                                                              | Georgina van Velzen                                            |
| 5                                                              | Maartje de Jong                                                | 5                                                              | Luci Oosterholt                                                | 5                                                              | Joke Martijn                                                   |
| 6                                                              | Jacquelien van den Berg                                        | 6                                                              | Ada Gerritsen                                                  | 6                                                              | Graddy Borst-de Wit                                            |
| 7                                                              | Anoek Jutte                                                    | 7                                                              | Peggy Verkuijlen                                               | 7                                                              | Carla Diek                                                     |
| 8                                                              | Chantal Artnz                                                  | 8                                                              | Lia Addicks                                                    |                                                                |                                                                |
|                                                                |                                                                |                                                                |                                                                |                                                                |                                                                |

Afmeldingen:

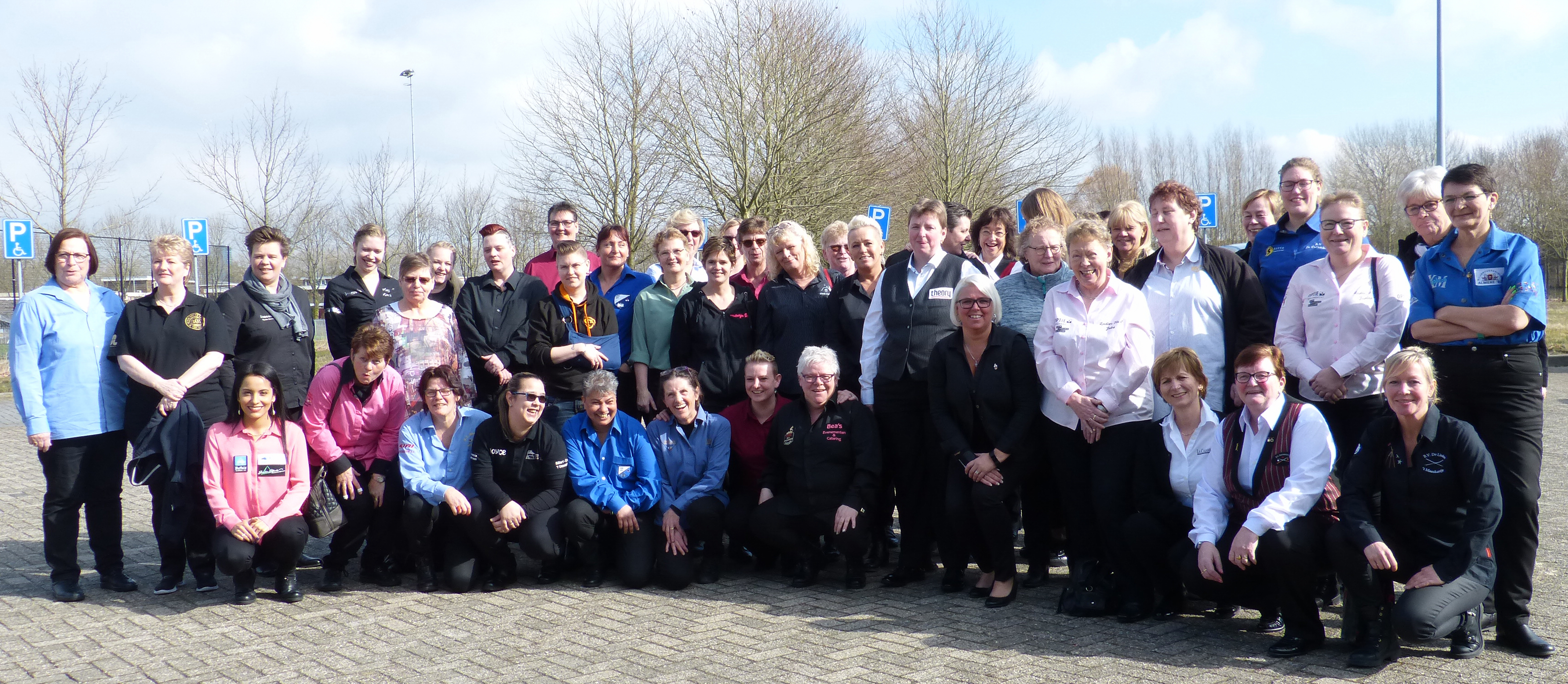
Groepsfoto NK Driebanden klein Dames 2017-2018

27-01-18 Wies Markesteijn (poule F) >>> Andrea Hofman-Manrique

05-02-18 Dineke Sprenkels (poule B) >>> Nienke Lehmann-Schutte

08-02-18 Janneke Horneman (poule D) >>> Jacquelien van den Berg

15-02-18 Chantal Seves (poule F) >>> Joke Martijn

21-02-18 Margriet Schotkamp (poule E) >>> Ada Gerritsen

21-02-18 Loes van Dansik (poule G) > van G8 >> Corry van de Laar
 
23-02-18 Cynthia van Peer-Paantjens (Poule G) > van C8 >> Lia Addicks

26-02-18 Karin Tjabring (poule E) > van E8 >> Natasja Damen

26-02-18 Graddie Berry (poule F) > van F8 >> Georgina van Velzen

26-02-18 Hanny Hultermans (poule D) > van D8 >> Jacquelien van den Berg

26-02-18 Ineke Kooistra (poule A) > van A8 >> Jolanda Krist

03-03-18 Jolanda Krist (Poule A) >>> nog geen vervanging.

03-03-18 Janet Kwast (Poule C) >> Alle poules worden nu aangevuld met speelsters uit poule G zodat 6 poules van 8 speelsters ontstaan.

07-03-18 Petra Pot (Poule F) >> In poule F spelen allen slechts 6 wedstrijden.

07-03-18 Carla Diek aangemeld. Poule F is weer compleet.

09-03-18 Krokus van der Waals afwezig i.v.m. plotselinge ziekenhuisopname

## Arbitrage

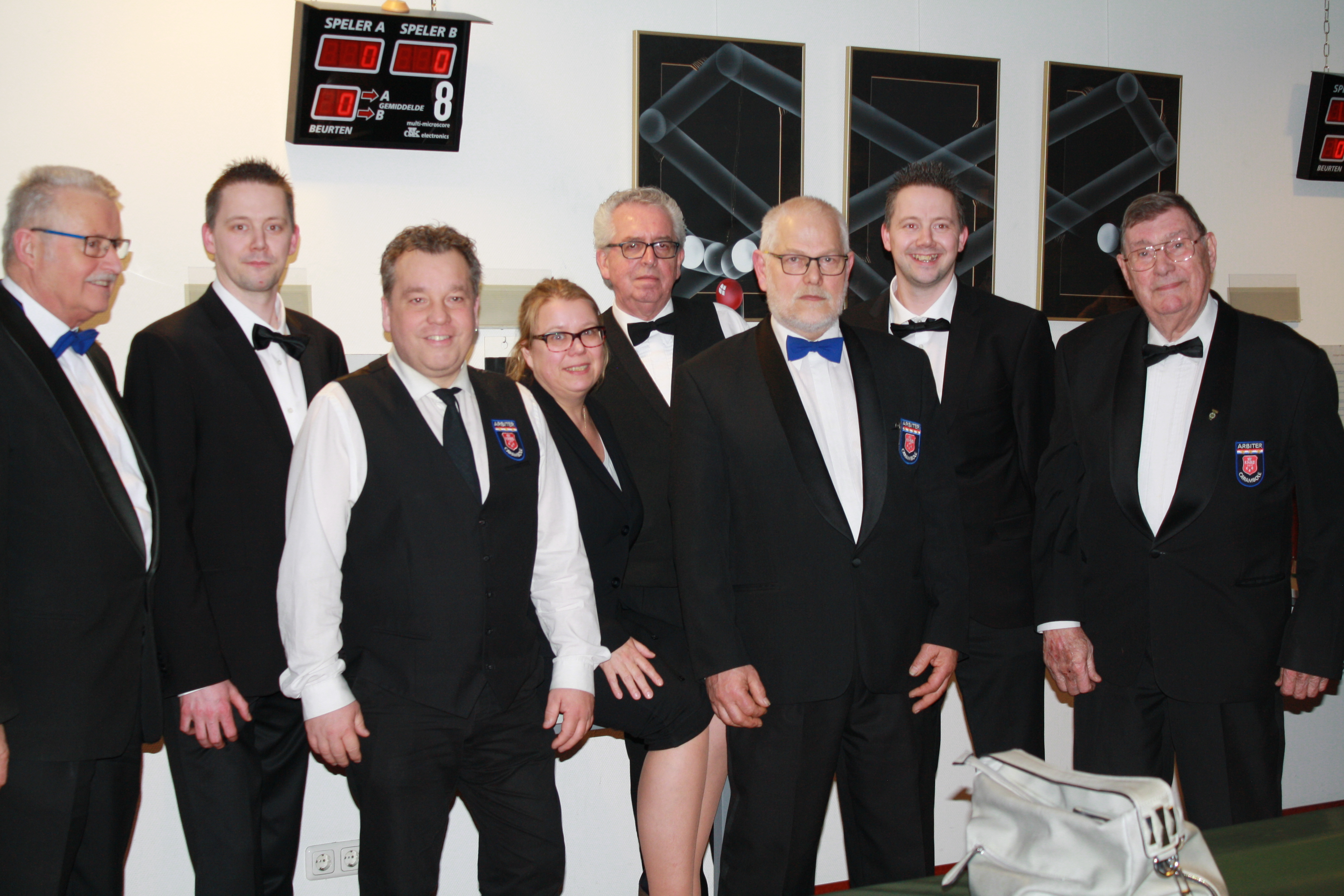
Arbiters NK Dames Driebanden klein 11 maart 2018

De arbitrage werd verzorgd door:

| - Ad Broekman - Wybe Stitselaar - Ingrid Aal - Antoon Koopman - Wilco Schiphorst - Marcel Schiphorst | - Herman Albers - Otto van Groningen - Gangel Elbertsen - Bert Vos - Adrie van de Laar - Martien Kok Duijkers |

## Uitslagen Poulewedstrijden

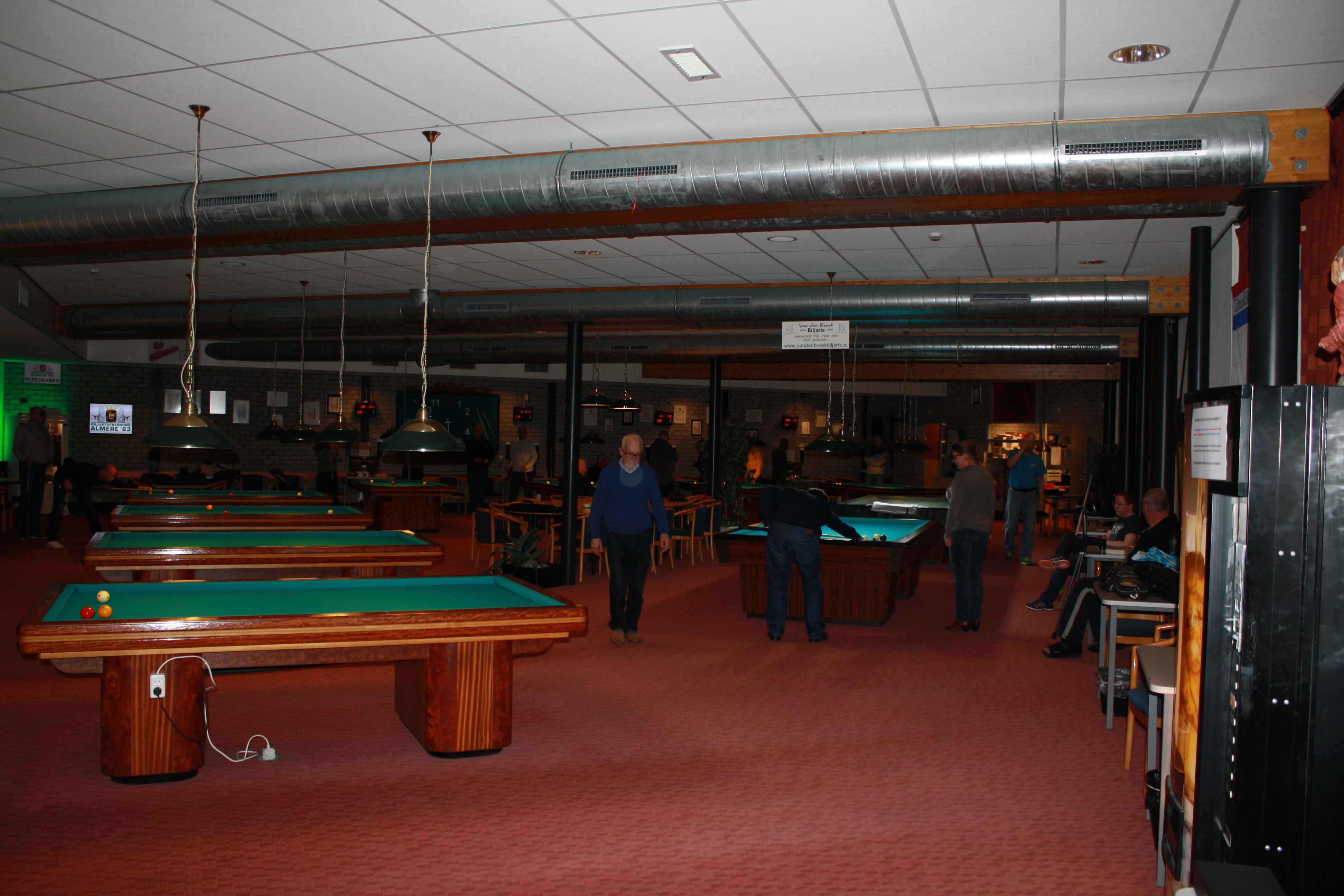
Speelzaal BV Almere '83

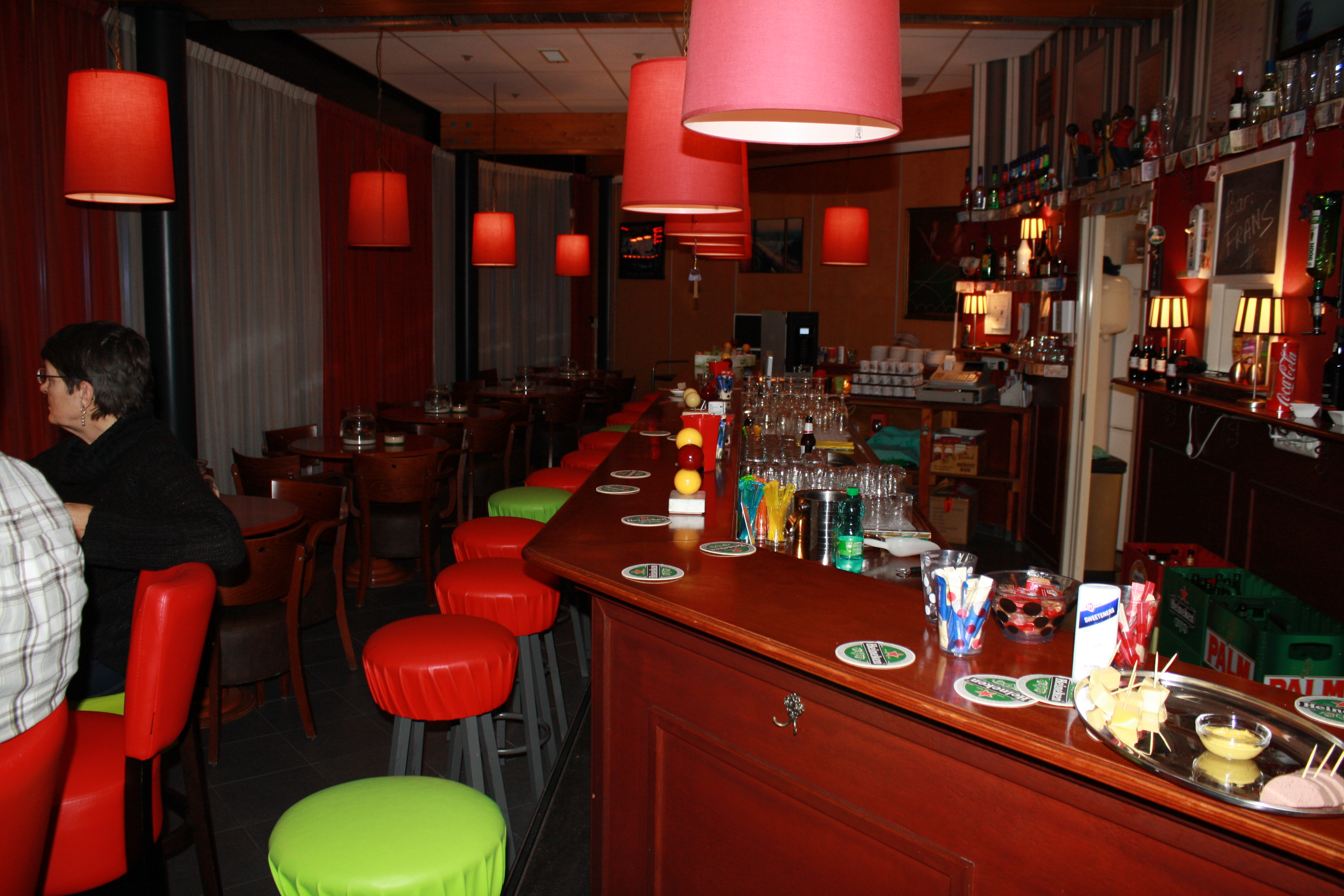
Gezellige bar in de speelgelegenheid

Te maken caramboles: 17 / Beurtenlimiet 34. 

De beste 4 per poule kwalificeerden zich voor de knock-out fase, evenals de 8 speelsters met het hoogste algemeen moyenne behaald in de poulefase van alle niet-gekwalificeerde speelsters.

### Poule A
Hanny Bleij stopte na drie verloren partijen ivm hoofdpijn. De resterende partijen werden verloren verklaard.
 Tegenstanders werd twee partijpunten toegekend en het gemiddeld aantal door hen gescoorde aantal caramboles met
  het bijbehorende beurtenaantal op basis van het gespeelde algemeen gemiddelde tot en met ronde 3
| NK Driebanden Klein Dames 2017-2018 - wedstrijden POULE A | NK Driebanden Klein Dames 2017-2018 - wedstrijden POULE A | NK Driebanden Klein Dames 2017-2018 - wedstrijden POULE A | NK Driebanden Klein Dames 2017-2018 - wedstrijden POULE A | NK Driebanden Klein Dames 2017-2018 - wedstrijden POULE A | NK Driebanden Klein Dames 2017-2018 - wedstrijden POULE A | NK Driebanden Klein Dames 2017-2018 - wedstrijden POULE A | NK Driebanden Klein Dames 2017-2018 - wedstrijden POULE A | NK Driebanden Klein Dames 2017-2018 - wedstrijden POULE A | NK Driebanden Klein Dames 2017-2018 - wedstrijden POULE A | NK Driebanden Klein Dames 2017-2018 - wedstrijden POULE A | NK Driebanden Klein Dames 2017-2018 - wedstrijden POULE A | NK Driebanden Klein Dames 2017-2018 - wedstrijden POULE A | NK Driebanden Klein Dames 2017-2018 - wedstrijden POULE A | NK Driebanden Klein Dames 2017-2018 - wedstrijden POULE A |
|                                                           | SPEELSTER                                                 | PP                                                        | CAR                                                       | BRT                                                       | MOY                                                       | HS                                                        |                                                           | SPEELSTER                                                 | PP                                                        | CAR                                                       | BRT                                                       | MOY                                                       | HS                                                        |                                                           |
| --------------------------------------------------------- | --------------------------------------------------------- | --------------------------------------------------------- | --------------------------------------------------------- | --------------------------------------------------------- | --------------------------------------------------------- | --------------------------------------------------------- | --------------------------------------------------------- | --------------------------------------------------------- | --------------------------------------------------------- | --------------------------------------------------------- | --------------------------------------------------------- | --------------------------------------------------------- | --------------------------------------------------------- | --------------------------------------------------------- |
| Tafel 1 9 maart 12:00 uur Tafel 2                         | Nicky Havermans                                           | 2                                                         | 12                                                        | 34                                                        | 0,352                                                     | 2                                                         | Ilse Krishnadath                                          | 2                                                         | 11                                                        | 34                                                        | 0,323                                                     | 3                                                         | Tafel 3 9 maart 12:00 uur Tafel 4                         |                                                           |
| Tafel 1 9 maart 12:00 uur Tafel 2                         | Corry van de Laar                                         | 0                                                         | 6                                                         | 34                                                        | 0,176                                                     | 1                                                         | Hanny Bleij                                               | 0                                                         | 5                                                         | 34                                                        | 0,147                                                     | 1                                                         | Tafel 3 9 maart 12:00 uur Tafel 4                         |                                                           |
| Tafel 1 9 maart 12:00 uur Tafel 2                         |                                                           |                                                           |                                                           |                                                           |                                                           |                                                           |                                                           |                                                           |                                                           |                                                           |                                                           |                                                           |                                                           |                                                           |
| Tafel 1 9 maart 12:00 uur Tafel 2                         | Karin Knegt-Hoogers                                       | 0                                                         | 14                                                        | 34                                                        | 0,411                                                     | 2                                                         | Bets Dekker-Boon                                          | 0                                                         | 7                                                         | 23                                                        | 0,304                                                     | 3                                                         | Tafel 3 9 maart 12:00 uur Tafel 4                         |                                                           |
| Tafel 1 9 maart 12:00 uur Tafel 2                         | Sabine Bakker                                             | 2                                                         | 15                                                        | 34                                                        | 0,441                                                     | 4                                                         | Petra Lips-Versluis                                       | 2                                                         | 17                                                        | 23                                                        | 0,739                                                     | 5                                                         | Tafel 3 9 maart 12:00 uur Tafel 4                         |                                                           |
|                                                           |                                                           |                                                           |                                                           |                                                           |                                                           |                                                           |                                                           |                                                           |                                                           |                                                           |                                                           |                                                           |                                                           |                                                           |
|                                                           |                                                           |                                                           |                                                           |                                                           |                                                           |                                                           |                                                           |                                                           |                                                           |                                                           |                                                           |                                                           |                                                           |                                                           |
| Tafel 6 9 maart 15:00 uur Tafel 7                         | Karin Knegt-Hoogers                                       | 2                                                         | 16                                                        | 34                                                        | 0,470                                                     | 2                                                         | Sabine Bakker                                             | 2                                                         | 17                                                        | 30                                                        | 0,566                                                     | 4                                                         | Tafel 8 9 maart 15:00 uur Tafel 9                         |                                                           |
| Tafel 6 9 maart 15:00 uur Tafel 7                         | Ilse Krishnadath                                          | 0                                                         | 11                                                        | 34                                                        | 0,323                                                     | 2                                                         | Corry van de Laar                                         | 0                                                         | 10                                                        | 30                                                        | 0,333                                                     | 3                                                         | Tafel 8 9 maart 15:00 uur Tafel 9                         |                                                           |
| Tafel 6 9 maart 15:00 uur Tafel 7                         |                                                           |                                                           |                                                           |                                                           |                                                           |                                                           |                                                           |                                                           |                                                           |                                                           |                                                           |                                                           |                                                           |                                                           |
| Tafel 6 9 maart 15:00 uur Tafel 7                         | Nicky Havermans                                           | 1                                                         | 11                                                        | 34                                                        | 0,323                                                     | 2                                                         | Petra Lips-Versluis                                       | 2                                                         | 17                                                        | 18                                                        | 0,944                                                     | 4                                                         | Tafel 8 9 maart 15:00 uur Tafel 9                         |                                                           |
| Tafel 6 9 maart 15:00 uur Tafel 7                         | Bets Dekker-Boon                                          | 1                                                         | 11                                                        | 34                                                        | 0,323                                                     | 2                                                         | Hanny Bleij                                               | 0                                                         | 11                                                        | 18                                                        | 0,611                                                     | 2                                                         | Tafel 8 9 maart 15:00 uur Tafel 9                         |                                                           |
|                                                           |                                                           |                                                           |                                                           |                                                           |                                                           |                                                           |                                                           |                                                           |                                                           |                                                           |                                                           |                                                           |                                                           |                                                           |
|                                                           |                                                           |                                                           |                                                           |                                                           |                                                           |                                                           |                                                           |                                                           |                                                           |                                                           |                                                           |                                                           |                                                           |                                                           |
| Tafel 1 9 maart 18:00 uur Tafel 2                         | Sabine Bakker                                             | 2                                                         | 16                                                        | 34                                                        | 0,470                                                     | 3                                                         | Karin Knegt-Hoogers                                       | 2                                                         | 17                                                        | 31                                                        | 0,548                                                     | 3                                                         | Tafel 3 9 maart 18:00 uur Tafel 4                         |                                                           |
| Tafel 1 9 maart 18:00 uur Tafel 2                         | Hanny Bleij                                               | 0                                                         | 7                                                         | 34                                                        | 0,205                                                     | 2                                                         | Bets Dekker-Boon                                          | 0                                                         | 11                                                        | 31                                                        | 0,354                                                     | 3                                                         | Tafel 3 9 maart 18:00 uur Tafel 4                         |                                                           |
| Tafel 1 9 maart 18:00 uur Tafel 2                         |                                                           |                                                           |                                                           |                                                           |                                                           |                                                           |                                                           |                                                           |                                                           |                                                           |                                                           |                                                           |                                                           |                                                           |
| Tafel 1 9 maart 18:00 uur Tafel 2                         | Corry van der Laar                                        | 0                                                         | 11                                                        | 34                                                        | 0,323                                                     | 3                                                         | Nicky Havermans                                           | 2                                                         | 10                                                        | 34                                                        | 0,294                                                     | 3                                                         | Tafel 3 9 maart 18:00 uur Tafel 4                         |                                                           |
| Tafel 1 9 maart 18:00 uur Tafel 2                         | Petra Lips-Versluis                                       | 2                                                         | 13                                                        | 34                                                        | 0,382                                                     | 2                                                         | Ilse Krishnadath                                          | 0                                                         | 5                                                         | 34                                                        | 0,147                                                     | 1                                                         | Tafel 3 9 maart 18:00 uur Tafel 4                         |                                                           |
|                                                           |                                                           |                                                           |                                                           |                                                           |                                                           |                                                           |                                                           |                                                           |                                                           |                                                           |                                                           |                                                           |                                                           |                                                           |
|                                                           |                                                           |                                                           |                                                           |                                                           |                                                           |                                                           |                                                           |                                                           |                                                           |                                                           |                                                           |                                                           |                                                           |                                                           |
| Tafel 6 9 maart 21:00 uur Tafel 7                         | Corry van de Laar                                         | 0                                                         | 8                                                         | 34                                                        | 0,235                                                     | 2                                                         | Ilse Krishnadath                                          | 0                                                         | 7                                                         | 34                                                        | 0,205                                                     | 2                                                         | Tafel 8 9 maart 21:00 uur Tafel 4                         |                                                           |
| Tafel 6 9 maart 21:00 uur Tafel 7                         | Karin Knegt-Hoogers                                       | 2                                                         | 12                                                        | 34                                                        | 0,352                                                     | 2                                                         | Petra Lips-Versluis                                       | 2                                                         | 8                                                         | 34                                                        | 0,235                                                     | 2                                                         | Tafel 8 9 maart 21:00 uur Tafel 4                         |                                                           |
| Tafel 6 9 maart 21:00 uur Tafel 7                         |                                                           |                                                           |                                                           |                                                           |                                                           |                                                           |                                                           |                                                           |                                                           |                                                           |                                                           |                                                           |                                                           |                                                           |
| Tafel 6 9 maart 21:00 uur Tafel 7                         | Nicky Havermans                                           | 2                                                         | 11                                                        | 34                                                        | -                                                         | -                                                         | Sabine Bakker                                             | 2                                                         | 17                                                        | 29                                                        | 0,586                                                     | 3                                                         | Tafel 8 9 maart 21:00 uur Tafel 4                         |                                                           |
| Tafel 6 9 maart 21:00 uur Tafel 7                         | BYE                                                       | BYE                                                       | BYE                                                       | BYE                                                       | BYE                                                       | BYE                                                       | Bets Dekker-Boon                                          | 0                                                         | 9                                                         | 29                                                        | 0,310                                                     | 2                                                         | Tafel 8 9 maart 21:00 uur Tafel 4                         |                                                           |
|                                                           |                                                           |                                                           |                                                           |                                                           |                                                           |                                                           |                                                           |                                                           |                                                           |                                                           |                                                           |                                                           |                                                           |                                                           |
|                                                           |                                                           |                                                           |                                                           |                                                           |                                                           |                                                           |                                                           |                                                           |                                                           |                                                           |                                                           |                                                           |                                                           |                                                           |
| Tafel 1 10 maart 11:00 uur Tafel 2                        | Bets Dekker-Boon                                          | 2                                                         | 17                                                        | 19                                                        | 0,894                                                     | 5                                                         | Petra Lips-Versluis                                       | 0                                                         | 13                                                        | 34                                                        | 0,382                                                     | 3                                                         | Tafel 3 10 maart 11:00 uur Tafel 4                        |                                                           |
| Tafel 1 10 maart 11:00 uur Tafel 2                        | Corry van der Laar                                        | 0                                                         | 4                                                         | 19                                                        | 0,210                                                     | 2                                                         | Nicky Havermans                                           | 2                                                         | 15                                                        | 34                                                        | 0,441                                                     | 3                                                         | Tafel 3 10 maart 11:00 uur Tafel 4                        |                                                           |
| Tafel 1 10 maart 11:00 uur Tafel 2                        |                                                           |                                                           |                                                           |                                                           |                                                           |                                                           |                                                           |                                                           |                                                           |                                                           |                                                           |                                                           |                                                           |                                                           |
| Tafel 1 10 maart 11:00 uur Tafel 2                        | Sabine Bakker                                             | 2                                                         | 16                                                        | 34                                                        | 0,470                                                     | 3                                                         | Karin Knegt-Hoogers                                       | 2                                                         | 16                                                        | 34                                                        | -                                                         | -                                                         | Tafel 3 10 maart 11:00 uur Tafel 4                        |                                                           |
| Tafel 1 10 maart 11:00 uur Tafel 2                        | Ilse Krishnadath                                          | 0                                                         | 6                                                         | 34                                                        | 0,176                                                     | 1                                                         | BYE                                                       | BYE                                                       | BYE                                                       | BYE                                                       | BYE                                                       | BYE                                                       | Tafel 3 10 maart 11:00 uur Tafel 4                        |                                                           |
|                                                           |                                                           |                                                           |                                                           |                                                           |                                                           |                                                           |                                                           |                                                           |                                                           |                                                           |                                                           |                                                           |                                                           |                                                           |
|                                                           |                                                           |                                                           |                                                           |                                                           |                                                           |                                                           |                                                           |                                                           |                                                           |                                                           |                                                           |                                                           |                                                           |                                                           |
| Tafel 6 10 maart 14:00 uur Tafel 7                        | Sabine Bakker                                             | 2                                                         | 17                                                        | 33                                                        | 0,515                                                     | 3                                                         | Nicky Havermans                                           | 2                                                         | 17                                                        | 28                                                        | 0,607                                                     | 3                                                         | Tafel 8 10 maart 14:00 uur Tafel 9                        |                                                           |
| Tafel 6 10 maart 14:00 uur Tafel 7                        | Petra Lips-Versluis                                       | 0                                                         | 15                                                        | 33                                                        | 0,454                                                     | 3                                                         | Karin Knegt-Hoogers                                       | 0                                                         | 10                                                        | 28                                                        | 0,357                                                     | 3                                                         | Tafel 8 10 maart 14:00 uur Tafel 9                        |                                                           |
| Tafel 6 10 maart 14:00 uur Tafel 7                        |                                                           |                                                           |                                                           |                                                           |                                                           |                                                           |                                                           |                                                           |                                                           |                                                           |                                                           |                                                           |                                                           |                                                           |
| Tafel 6 10 maart 14:00 uur Tafel 7                        | Corry van de Laar                                         | 2                                                         | 9                                                         | 34                                                        | -                                                         | -                                                         | Ilse Krishnadath                                          | 0                                                         | 8                                                         | 34                                                        | 0,235                                                     | 2                                                         | Tafel 8 10 maart 14:00 uur Tafel 9                        |                                                           |
| Tafel 6 10 maart 14:00 uur Tafel 7                        | BYE                                                       | BYE                                                       | BYE                                                       | BYE                                                       | BYE                                                       | BYE                                                       | Bets Dekker-Boon                                          | 2                                                         | 12                                                        | 34                                                        | 0,352                                                     | 2                                                         | Tafel 8 10 maart 14:00 uur Tafel 9                        |                                                           |
|                                                           |                                                           |                                                           |                                                           |                                                           |                                                           |                                                           |                                                           |                                                           |                                                           |                                                           |                                                           |                                                           |                                                           |                                                           |
|                                                           |                                                           |                                                           |                                                           |                                                           |                                                           |                                                           |                                                           |                                                           |                                                           |                                                           |                                                           |                                                           |                                                           |                                                           |
| Tafel 1 10 maart 17:00 uur Tafel 2                        | Bets Dekker-Boon                                          | 2                                                         | 10                                                        | 34                                                        | -                                                         | -                                                         | Petra Lips-Versluis                                       | 2                                                         | 12                                                        | 34                                                        | 0,352                                                     | 2                                                         | Tafel 3 10 maart 17:00 uur Tafel 4                        |                                                           |
| Tafel 1 10 maart 17:00 uur Tafel 2                        | BYE                                                       | BYE                                                       | BYE                                                       | BYE                                                       | BYE                                                       | BYE                                                       | Karin Knegt-Hoogers                                       | 0                                                         | 10                                                        | 34                                                        | 0,294                                                     | 2                                                         | Tafel 3 10 maart 17:00 uur Tafel 4                        |                                                           |
| Tafel 1 10 maart 17:00 uur Tafel 2                        |                                                           |                                                           |                                                           |                                                           |                                                           |                                                           |                                                           |                                                           |                                                           |                                                           |                                                           |                                                           |                                                           |                                                           |
| Tafel 1 10 maart 17:00 uur Tafel 2                        | Ilse Krishnadath                                          | 2                                                         | 8                                                         | 34                                                        | 0,235                                                     | 1                                                         | Sabine Bakker                                             | 2                                                         | 17                                                        | 31                                                        | 0,548                                                     | 3                                                         | Tafel 3 10 maart 17:00 uur Tafel 4                        |                                                           |
| Tafel 1 10 maart 17:00 uur Tafel 2                        | Corry van de Laar                                         | 0                                                         | 7                                                         | 34                                                        | 0,205                                                     | 1                                                         | Nicky Havermans                                           | 0                                                         | 9                                                         | 31                                                        | 0,290                                                     | 2                                                         | Tafel 3 10 maart 17:00 uur Tafel 4                        |                                                           |
|                                                           |                                                           |                                                           |                                                           |                                                           |                                                           |                                                           |                                                           |                                                           |                                                           |                                                           |                                                           |                                                           |                                                           |                                                           |

Eindstand poule A
| NK Driebanden Klein Dames 2017-2018 – EINDSTAND POULE A | NK Driebanden Klein Dames 2017-2018 – EINDSTAND POULE A | NK Driebanden Klein Dames 2017-2018 – EINDSTAND POULE A | NK Driebanden Klein Dames 2017-2018 – EINDSTAND POULE A | NK Driebanden Klein Dames 2017-2018 – EINDSTAND POULE A | NK Driebanden Klein Dames 2017-2018 – EINDSTAND POULE A | NK Driebanden Klein Dames 2017-2018 – EINDSTAND POULE A | NK Driebanden Klein Dames 2017-2018 – EINDSTAND POULE A | NK Driebanden Klein Dames 2017-2018 – EINDSTAND POULE A |
| RANG                                                    | SPELER                                                  | GESP                                                    | PP                                                      | CAR                                                     | BRT                                                     | MOY                                                     | PMOY                                                    | HS                                                      |
| ------------------------------------------------------- | ------------------------------------------------------- | ------------------------------------------------------- | ------------------------------------------------------- | ------------------------------------------------------- | ------------------------------------------------------- | ------------------------------------------------------- | ------------------------------------------------------- | ------------------------------------------------------- |
| 1                                                       | Sabine Bakker                                           | 7                                                       | 14                                                      | 115                                                     | 225                                                     | 0,511                                                   | 0,586                                                   | 4                                                       |
| 2                                                       | Nicky Havermans                                         | 7                                                       | 11                                                      | 85                                                      | 229                                                     | 0,371                                                   | 0,607                                                   | 3                                                       |
| 3                                                       | Petra Lips-Versluis                                     | 7                                                       | 10                                                      | 95                                                      | 210                                                     | 0,452                                                   | 0,944                                                   | 5                                                       |
| 4                                                       | Karin Knegt-Hoogers                                     | 7                                                       | 8                                                       | 95                                                      | 228                                                     | 0,416                                                   | 0,566                                                   | 3                                                       |
| 5                                                       | Bets Dekker-Boon                                        | 7                                                       | 7                                                       | 77                                                      | 203                                                     | 0,379                                                   | 0,894                                                   | 5                                                       |
| 6                                                       | Ilse Krishnadath                                        | 7                                                       | 4                                                       | 56                                                      | 238                                                     | 0,235                                                   | 0,323                                                   | 3                                                       |
| 7                                                       | Corry van de Laar                                       | 7                                                       | 2                                                       | 55                                                      | 219                                                     | 0,251                                                   | 0,264                                                   | 3                                                       |
|                                                         |                                                         |                                                         |                                                         |                                                         |                                                         |                                                         |                                                         |                                                         |

### Poule B
| NK Driebanden Klein Dames 2017-2018 - wedstrijden POULE B | NK Driebanden Klein Dames 2017-2018 - wedstrijden POULE B | NK Driebanden Klein Dames 2017-2018 - wedstrijden POULE B | NK Driebanden Klein Dames 2017-2018 - wedstrijden POULE B | NK Driebanden Klein Dames 2017-2018 - wedstrijden POULE B | NK Driebanden Klein Dames 2017-2018 - wedstrijden POULE B | NK Driebanden Klein Dames 2017-2018 - wedstrijden POULE B | NK Driebanden Klein Dames 2017-2018 - wedstrijden POULE B | NK Driebanden Klein Dames 2017-2018 - wedstrijden POULE B | NK Driebanden Klein Dames 2017-2018 - wedstrijden POULE B | NK Driebanden Klein Dames 2017-2018 - wedstrijden POULE B | NK Driebanden Klein Dames 2017-2018 - wedstrijden POULE B | NK Driebanden Klein Dames 2017-2018 - wedstrijden POULE B | NK Driebanden Klein Dames 2017-2018 - wedstrijden POULE B | NK Driebanden Klein Dames 2017-2018 - wedstrijden POULE B |
|                                                           | SPEELSTER                                                 | PP                                                        | CAR                                                       | BRT                                                       | MOY                                                       | HS                                                        |                                                           | SPEELSTER                                                 | PP                                                        | CAR                                                       | BRT                                                       | MOY                                                       | HS                                                        |                                                           |
| --------------------------------------------------------- | --------------------------------------------------------- | --------------------------------------------------------- | --------------------------------------------------------- | --------------------------------------------------------- | --------------------------------------------------------- | --------------------------------------------------------- | --------------------------------------------------------- | --------------------------------------------------------- | --------------------------------------------------------- | --------------------------------------------------------- | --------------------------------------------------------- | --------------------------------------------------------- | --------------------------------------------------------- | --------------------------------------------------------- |
| Tafel 6 9 maart 12:00 uur Tafel 7                         | Pauline Gerritsen                                         | 2                                                         | 14                                                        | 34                                                        | 0,411                                                     | 3                                                         | Anneke Groenewoud                                         | 0                                                         | 9                                                         | 23                                                        | 0,391                                                     | 2                                                         | Tafel 8 9 maart 12:00 uur Tafel 9                         |                                                           |
| Tafel 6 9 maart 12:00 uur Tafel 7                         | Els van Tol                                               | 0                                                         | 11                                                        | 34                                                        | 0,323                                                     | 2                                                         | Sylvia Eckel                                              | 2                                                         | 17                                                        | 23                                                        | 0,739                                                     | 3                                                         | Tafel 8 9 maart 12:00 uur Tafel 9                         |                                                           |
| Tafel 6 9 maart 12:00 uur Tafel 7                         |                                                           |                                                           |                                                           |                                                           |                                                           |                                                           |                                                           |                                                           |                                                           |                                                           |                                                           |                                                           |                                                           |                                                           |
| Tafel 6 9 maart 12:00 uur Tafel 7                         | Nienke Lehmann-Schutte                                    | 0                                                         | 9                                                         | 20                                                        | 0,450                                                     | 4                                                         | Joyce Klunder                                             | 0                                                         | 9                                                         | 25                                                        | 0,360                                                     | 2                                                         | Tafel 8 9 maart 12:00 uur Tafel 9                         |                                                           |
| Tafel 6 9 maart 12:00 uur Tafel 7                         | Gerrie Wierstra                                           | 2                                                         | 17                                                        | 20                                                        | 0,850                                                     | 3                                                         | Celina Wolfs                                              | 2                                                         | 17                                                        | 25                                                        | 0,680                                                     | 4                                                         | Tafel 8 9 maart 12:00 uur Tafel 9                         |                                                           |
|                                                           |                                                           |                                                           |                                                           |                                                           |                                                           |                                                           |                                                           |                                                           |                                                           |                                                           |                                                           |                                                           |                                                           |                                                           |
|                                                           |                                                           |                                                           |                                                           |                                                           |                                                           |                                                           |                                                           |                                                           |                                                           |                                                           |                                                           |                                                           |                                                           |                                                           |
| Tafel 1 9 maart 15:00 uur Tafel 2                         | Pauline Gerritsen                                         | 2                                                         | 13                                                        | 34                                                        | 0,382                                                     | 4                                                         | Sylvia Eckel                                              | 2                                                         | 17                                                        | 27                                                        | 0,629                                                     | 4                                                         | Tafel 3 9 maart 15:00 uur Tafel 4                         |                                                           |
| Tafel 1 9 maart 15:00 uur Tafel 2                         | Nienke Lehmann-Schutte                                    | 0                                                         | 11                                                        | 34                                                        | 0,323                                                     | 3                                                         | Joyce Klunder                                             | 0                                                         | 12                                                        | 27                                                        | 0,444                                                     | 2                                                         | Tafel 3 9 maart 15:00 uur Tafel 4                         |                                                           |
| Tafel 1 9 maart 15:00 uur Tafel 2                         |                                                           |                                                           |                                                           |                                                           |                                                           |                                                           |                                                           |                                                           |                                                           |                                                           |                                                           |                                                           |                                                           |                                                           |
| Tafel 1 9 maart 15:00 uur Tafel 2                         | Celina Wolfs                                              | 2                                                         | 17                                                        | 18                                                        | 0,944                                                     | 4                                                         | Gerrie Wierstra                                           | 2                                                         | 15                                                        | 34                                                        | 0,441                                                     | 5                                                         | Tafel 3 9 maart 15:00 uur Tafel 4                         |                                                           |
| Tafel 1 9 maart 15:00 uur Tafel 2                         | Anneke Groenewoud                                         | 0                                                         | 5                                                         | 18                                                        | 0,277                                                     | 1                                                         | Els van Tol                                               | 0                                                         | 9                                                         | 34                                                        | 0,264                                                     | 1                                                         | Tafel 3 9 maart 15:00 uur Tafel 4                         |                                                           |
|                                                           |                                                           |                                                           |                                                           |                                                           |                                                           |                                                           |                                                           |                                                           |                                                           |                                                           |                                                           |                                                           |                                                           |                                                           |
|                                                           |                                                           |                                                           |                                                           |                                                           |                                                           |                                                           |                                                           |                                                           |                                                           |                                                           |                                                           |                                                           |                                                           |                                                           |
| Tafel 6 9 maart 18:00 uur Tafel 7                         | Gerrie Wierstra                                           | 2                                                         | 17                                                        | 33                                                        | 0,515                                                     | 3                                                         | Sylvia Eckel                                              | 2                                                         | 17                                                        | 24                                                        | 0,708                                                     | 6                                                         | Tafel 8 9 maart 18:00 uur Tafel 9                         |                                                           |
| Tafel 6 9 maart 18:00 uur Tafel 7                         | Anneke Groenewoud                                         | 0                                                         | 9                                                         | 33                                                        | 0,272                                                     | 3                                                         | Nienke Lehmann-Schutte                                    | 0                                                         | 10                                                        | 24                                                        | 0,416                                                     | 2                                                         | Tafel 8 9 maart 18:00 uur Tafel 9                         |                                                           |
| Tafel 6 9 maart 18:00 uur Tafel 7                         |                                                           |                                                           |                                                           |                                                           |                                                           |                                                           |                                                           |                                                           |                                                           |                                                           |                                                           |                                                           |                                                           |                                                           |
| Tafel 6 9 maart 18:00 uur Tafel 7                         | Pauline Gerritsen                                         | 0                                                         | 10                                                        | 34                                                        | 0,294                                                     | 2                                                         | Celina Wolfs                                              | 2                                                         | 8                                                         | 34                                                        | 0,235                                                     | 5                                                         | Tafel 8 9 maart 18:00 uur Tafel 9                         |                                                           |
| Tafel 6 9 maart 18:00 uur Tafel 7                         | Joyce Klunder                                             | 2                                                         | 12                                                        | 34                                                        | 0,352                                                     | 3                                                         | Els van Tol                                               | 0                                                         | 6                                                         | 34                                                        | 0,176                                                     | 1                                                         | Tafel 8 9 maart 18:00 uur Tafel 9                         |                                                           |
|                                                           |                                                           |                                                           |                                                           |                                                           |                                                           |                                                           |                                                           |                                                           |                                                           |                                                           |                                                           |                                                           |                                                           |                                                           |
|                                                           |                                                           |                                                           |                                                           |                                                           |                                                           |                                                           |                                                           |                                                           |                                                           |                                                           |                                                           |                                                           |                                                           |                                                           |
| Tafel 1 9 maart 21:00 uur Tafel 2                         | Pauline Gerritsen                                         | 1                                                         | 12                                                        | 34                                                        | 0,352                                                     | 2                                                         | Celina Wolfs                                              | 2                                                         | 17                                                        | 33                                                        | 0,515                                                     | 2                                                         | Tafel 3 9 maart 21:00 uur Tafel 9                         |                                                           |
| Tafel 1 9 maart 21:00 uur Tafel 2                         | Anneke Groenewoud                                         | 1                                                         | 12                                                        | 34                                                        | 0,352                                                     | 2                                                         | Nynke Lehmann-Schutte                                     | 0                                                         | 11                                                        | 33                                                        | 0,323                                                     | 2                                                         | Tafel 3 9 maart 21:00 uur Tafel 9                         |                                                           |
| Tafel 1 9 maart 21:00 uur Tafel 2                         |                                                           |                                                           |                                                           |                                                           |                                                           |                                                           |                                                           |                                                           |                                                           |                                                           |                                                           |                                                           |                                                           |                                                           |
| Tafel 1 9 maart 21:00 uur Tafel 2                         | Sylvia Eckel                                              | 2                                                         | 17                                                        | 16                                                        | 1,062                                                     | 4                                                         | Gerrie Wierstra                                           | 2                                                         | 17                                                        | 27                                                        | 0,629                                                     | 5                                                         | Tafel 3 9 maart 21:00 uur Tafel 9                         |                                                           |
| Tafel 1 9 maart 21:00 uur Tafel 2                         | Els van Tol                                               | 0                                                         | 7                                                         | 16                                                        | 0,437                                                     | 2                                                         | Joyce Klunder                                             | 0                                                         | 6                                                         | 27                                                        | 0,222                                                     | 2                                                         | Tafel 3 9 maart 21:00 uur Tafel 9                         |                                                           |
|                                                           |                                                           |                                                           |                                                           |                                                           |                                                           |                                                           |                                                           |                                                           |                                                           |                                                           |                                                           |                                                           |                                                           |                                                           |
|                                                           |                                                           |                                                           |                                                           |                                                           |                                                           |                                                           |                                                           |                                                           |                                                           |                                                           |                                                           |                                                           |                                                           |                                                           |
| Tafel 6 10 maart 11:00 uur Tafel 7                        | Joyce Klunder                                             | 0                                                         | 7                                                         | 34                                                        | 0,205                                                     | 2                                                         | Sylvia Eckel                                              | 2                                                         | 17                                                        | 25                                                        | 0,680                                                     | 4                                                         | Tafel 8 10 maart 11:00 uur Tafel 9                        |                                                           |
| Tafel 6 10 maart 11:00 uur Tafel 7                        | Els van Tol                                               | 2                                                         | 9                                                         | 34                                                        | 0,264                                                     | 3                                                         | Pauline Gerritsen                                         | 0                                                         | 11                                                        | 25                                                        | 0,440                                                     | 4                                                         | Tafel 8 10 maart 11:00 uur Tafel 9                        |                                                           |
| Tafel 6 10 maart 11:00 uur Tafel 7                        |                                                           |                                                           |                                                           |                                                           |                                                           |                                                           |                                                           |                                                           |                                                           |                                                           |                                                           |                                                           |                                                           |                                                           |
| Tafel 6 10 maart 11:00 uur Tafel 7                        | Gerrie Wierstra                                           | 2                                                         | 17                                                        | 16                                                        | 1,062                                                     | 5                                                         | Anneke Groenewoud                                         | 1                                                         | 15                                                        | 34                                                        | 0,441                                                     | 5                                                         | Tafel 8 10 maart 11:00 uur Tafel 9                        |                                                           |
| Tafel 6 10 maart 11:00 uur Tafel 7                        | Celina Wolfs                                              | 0                                                         | 11                                                        | 16                                                        | 0,687                                                     | 3                                                         | Nienke Lehmann-Schutte                                    | 1                                                         | 15                                                        | 34                                                        | 0,441                                                     | 2                                                         | Tafel 8 10 maart 11:00 uur Tafel 9                        |                                                           |
|                                                           |                                                           |                                                           |                                                           |                                                           |                                                           |                                                           |                                                           |                                                           |                                                           |                                                           |                                                           |                                                           |                                                           |                                                           |
|                                                           |                                                           |                                                           |                                                           |                                                           |                                                           |                                                           |                                                           |                                                           |                                                           |                                                           |                                                           |                                                           |                                                           |                                                           |
| Tafel 1 10 maart 14:00 uur Tafel 2                        | Celina Wolfs                                              | 0                                                         | 16                                                        | 30                                                        | 0,533                                                     | 4                                                         | Joyce Klunder                                             | 2                                                         | 17                                                        | 26                                                        | 0,653                                                     | 4                                                         | Tafel 3 10 maart 14:00 uur Tafel 4                        |                                                           |
| Tafel 1 10 maart 14:00 uur Tafel 2                        | Sylvia Eckel                                              | 2                                                         | 17                                                        | 30                                                        | 0,566                                                     | 4                                                         | Nienke Lehmann-Schutte                                    | 0                                                         | 9                                                         | 26                                                        | 0,346                                                     | 2                                                         | Tafel 3 10 maart 14:00 uur Tafel 4                        |                                                           |
| Tafel 1 10 maart 14:00 uur Tafel 2                        |                                                           |                                                           |                                                           |                                                           |                                                           |                                                           |                                                           |                                                           |                                                           |                                                           |                                                           |                                                           |                                                           |                                                           |
| Tafel 1 10 maart 14:00 uur Tafel 2                        | Anneke Groenewoud                                         | 2                                                         | 8                                                         | 34                                                        | 0,235                                                     | 2                                                         | Gerrie Wierstra                                           | 1                                                         | 14                                                        | 34                                                        | 0,411                                                     | 5                                                         | Tafel 3 10 maart 14:00 uur Tafel 4                        |                                                           |
| Tafel 1 10 maart 14:00 uur Tafel 2                        | Els van Tol                                               | 0                                                         | 6                                                         | 34                                                        | 0,176                                                     | 2                                                         | Pauline Gerritsen                                         | 1                                                         | 14                                                        | 34                                                        | 0,411                                                     | 3                                                         | Tafel 3 10 maart 14:00 uur Tafel 4                        |                                                           |
|                                                           |                                                           |                                                           |                                                           |                                                           |                                                           |                                                           |                                                           |                                                           |                                                           |                                                           |                                                           |                                                           |                                                           |                                                           |
|                                                           |                                                           |                                                           |                                                           |                                                           |                                                           |                                                           |                                                           |                                                           |                                                           |                                                           |                                                           |                                                           |                                                           |                                                           |
| Tafel 6 10 maart 17:00 uur Tafel 7                        | Nienke Lehmann-Schutte                                    | 2                                                         | 9                                                         | 34                                                        | 0,264                                                     | 1                                                         | Celina Wolfs                                              | 2                                                         | 12                                                        | 34                                                        | 0,352                                                     | 4                                                         | Tafel 8 10 maart 17:00 uur Tafel 9                        |                                                           |
| Tafel 6 10 maart 17:00 uur Tafel 7                        | Els van Tol                                               | 0                                                         | 5                                                         | 34                                                        | 0,147                                                     | 1                                                         | Pauline Gerritsen                                         | 0                                                         | 11                                                        | 34                                                        | 0,323                                                     | 2                                                         | Tafel 8 10 maart 17:00 uur Tafel 9                        |                                                           |
| Tafel 6 10 maart 17:00 uur Tafel 7                        |                                                           |                                                           |                                                           |                                                           |                                                           |                                                           |                                                           |                                                           |                                                           |                                                           |                                                           |                                                           |                                                           |                                                           |
| Tafel 6 10 maart 17:00 uur Tafel 7                        | Joyce Klunder                                             | 1                                                         | 10                                                        | 34                                                        | 0,294                                                     | 3                                                         | Sylvia Eckel                                              | 2                                                         | 17                                                        | 29                                                        | 0,586                                                     | 2                                                         | Tafel 8 10 maart 17:00 uur Tafel 9                        |                                                           |
| Tafel 6 10 maart 17:00 uur Tafel 7                        | Anneke Groenewoud                                         | 1                                                         | 10                                                        | 34                                                        | 0,294                                                     | 2                                                         | Gerrie Wierstra                                           | 0                                                         | 11                                                        | 29                                                        | 0,379                                                     | 3                                                         | Tafel 8 10 maart 17:00 uur Tafel 9                        |                                                           |
|                                                           |                                                           |                                                           |                                                           |                                                           |                                                           |                                                           |                                                           |                                                           |                                                           |                                                           |                                                           |                                                           |                                                           |                                                           |

Eindstand poule B
| NK Driebanden Klein Dames 2017-2018 – EINDSTAND POULE B | NK Driebanden Klein Dames 2017-2018 – EINDSTAND POULE B | NK Driebanden Klein Dames 2017-2018 – EINDSTAND POULE B | NK Driebanden Klein Dames 2017-2018 – EINDSTAND POULE B | NK Driebanden Klein Dames 2017-2018 – EINDSTAND POULE B | NK Driebanden Klein Dames 2017-2018 – EINDSTAND POULE B | NK Driebanden Klein Dames 2017-2018 – EINDSTAND POULE B | NK Driebanden Klein Dames 2017-2018 – EINDSTAND POULE B | NK Driebanden Klein Dames 2017-2018 – EINDSTAND POULE B |
| RANG                                                    | SPELER                                                  | GESP                                                    | PP                                                      | CAR                                                     | BRT                                                     | MOY                                                     | PMOY                                                    | HS                                                      |
| ------------------------------------------------------- | ------------------------------------------------------- | ------------------------------------------------------- | ------------------------------------------------------- | ------------------------------------------------------- | ------------------------------------------------------- | ------------------------------------------------------- | ------------------------------------------------------- | ------------------------------------------------------- |
| 1                                                       | Sylvia Eckel                                            | 7                                                       | 14                                                      | 119                                                     | 174                                                     | 0,683                                                   | 1,062                                                   | 6                                                       |
| 2                                                       | Gerrie Wierstra                                         | 7                                                       | 11                                                      | 108                                                     | 193                                                     | 0,559                                                   | 1,062                                                   | 5                                                       |
| 3                                                       | Celina Wolfs                                            | 7                                                       | 10                                                      | 98                                                      | 190                                                     | 0,515                                                   | 0,944                                                   | 5                                                       |
| 4                                                       | Pauline Gerritsen                                       | 7                                                       | 6                                                       | 85                                                      | 229                                                     | 0,371                                                   | 0,411                                                   | 4                                                       |
| 5                                                       | Joyce Klunder                                           | 7                                                       | 5                                                       | 73                                                      | 207                                                     | 0,352                                                   | 0,653                                                   | 4                                                       |
| 6                                                       | Anneke Groenewoud                                       | 7                                                       | 5                                                       | 68                                                      | 210                                                     | 0,323                                                   | 0,441                                                   | 5                                                       |
| 7                                                       | Nienke Lehmann-Schutte                                  | 7                                                       | 3                                                       | 74                                                      | 205                                                     | 0,360                                                   | 0,441                                                   | 4                                                       |
| 8                                                       | Els van Tol                                             | 7                                                       | 2                                                       | 53                                                      | 220                                                     | 0,240                                                   | 0,264                                                   | 3                                                       |
|                                                         |                                                         |                                                         |                                                         |                                                         |                                                         |                                                         |                                                         |                                                         |

### Poule C
| NK Driebanden Klein Dames 2017-2018 - wedstrijden POULE C | NK Driebanden Klein Dames 2017-2018 - wedstrijden POULE C | NK Driebanden Klein Dames 2017-2018 - wedstrijden POULE C | NK Driebanden Klein Dames 2017-2018 - wedstrijden POULE C | NK Driebanden Klein Dames 2017-2018 - wedstrijden POULE C | NK Driebanden Klein Dames 2017-2018 - wedstrijden POULE C | NK Driebanden Klein Dames 2017-2018 - wedstrijden POULE C | NK Driebanden Klein Dames 2017-2018 - wedstrijden POULE C | NK Driebanden Klein Dames 2017-2018 - wedstrijden POULE C | NK Driebanden Klein Dames 2017-2018 - wedstrijden POULE C | NK Driebanden Klein Dames 2017-2018 - wedstrijden POULE C | NK Driebanden Klein Dames 2017-2018 - wedstrijden POULE C | NK Driebanden Klein Dames 2017-2018 - wedstrijden POULE C | NK Driebanden Klein Dames 2017-2018 - wedstrijden POULE C | NK Driebanden Klein Dames 2017-2018 - wedstrijden POULE C |
|                                                           | SPEELSTER                                                 | PP                                                        | CAR                                                       | BRT                                                       | MOY                                                       | HS                                                        |                                                           | SPEELSTER                                                 | PP                                                        | CAR                                                       | BRT                                                       | MOY                                                       | HS                                                        |                                                           |
| --------------------------------------------------------- | --------------------------------------------------------- | --------------------------------------------------------- | --------------------------------------------------------- | --------------------------------------------------------- | --------------------------------------------------------- | --------------------------------------------------------- | --------------------------------------------------------- | --------------------------------------------------------- | --------------------------------------------------------- | --------------------------------------------------------- | --------------------------------------------------------- | --------------------------------------------------------- | --------------------------------------------------------- | --------------------------------------------------------- |
| Tafel 1 9 maart 13:00 uur Tafel 2                         | Janine Verkerk-Heikoop                                    | 0                                                         | 6                                                         | 30                                                        | 0,200                                                     | 2                                                         | Mieke Schenkels                                           | 0                                                         | 12                                                        | 27                                                        | 0,444                                                     | 2                                                         | Tafel 3 9 maart 13:00 uur Tafel 4                         |                                                           |
| Tafel 1 9 maart 13:00 uur Tafel 2                         | Monique van Exter                                         | 2                                                         | 17                                                        | 30                                                        | 0,566                                                     | 4                                                         | Margriet van den Akker                                    | 2                                                         | 17                                                        | 27                                                        | 0,629                                                     | 4                                                         | Tafel 3 9 maart 13:00 uur Tafel 4                         |                                                           |
| Tafel 1 9 maart 13:00 uur Tafel 2                         |                                                           |                                                           |                                                           |                                                           |                                                           |                                                           |                                                           |                                                           |                                                           |                                                           |                                                           |                                                           |                                                           |                                                           |
| Tafel 1 9 maart 13:00 uur Tafel 2                         | Hillechien Adrichem-Volk                                  | 0                                                         | 7                                                         | 34                                                        | 0,205                                                     | 2                                                         | Brigitte Duhn                                             | 2                                                         | 16                                                        | 34                                                        | 0,470                                                     | 4                                                         | Tafel 3 9 maart 13:00 uur Tafel 4                         |                                                           |
| Tafel 1 9 maart 13:00 uur Tafel 2                         | Helen Koelink                                             | 2                                                         | 8                                                         | 34                                                        | 0,235                                                     | 2                                                         | Ada Cozijnsen                                             | 0                                                         | 7                                                         | 34                                                        | 0,205                                                     | 2                                                         | Tafel 3 9 maart 13:00 uur Tafel 4                         |                                                           |
|                                                           |                                                           |                                                           |                                                           |                                                           |                                                           |                                                           |                                                           |                                                           |                                                           |                                                           |                                                           |                                                           |                                                           |                                                           |
|                                                           |                                                           |                                                           |                                                           |                                                           |                                                           |                                                           |                                                           |                                                           |                                                           |                                                           |                                                           |                                                           |                                                           |                                                           |
| Tafel 6 9 maart 16:00 uur Tafel 7                         | Helen Koelink                                             | 0                                                         | 9                                                         | 32                                                        | 0,281                                                     | 3                                                         | Monique van Exter                                         | 2                                                         | 17                                                        | 23                                                        | 0,739                                                     | 4                                                         | Tafel 8 9 maart 16:00 uur Tafel 9                         |                                                           |
| Tafel 6 9 maart 16:00 uur Tafel 7                         | Mieke Schenkels                                           | 2                                                         | 17                                                        | 32                                                        | 0,566                                                     | 2                                                         | Ada Cozijnsen                                             | 0                                                         | 2                                                         | 23                                                        | 0,086                                                     | 1                                                         | Tafel 8 9 maart 16:00 uur Tafel 9                         |                                                           |
| Tafel 6 9 maart 16:00 uur Tafel 7                         |                                                           |                                                           |                                                           |                                                           |                                                           |                                                           |                                                           |                                                           |                                                           |                                                           |                                                           |                                                           |                                                           |                                                           |
| Tafel 6 9 maart 16:00 uur Tafel 7                         | Margriet van den Akker                                    | 2                                                         | 9                                                         | 34                                                        | 0,264                                                     | 2                                                         | Brigitte Duhn                                             | 2                                                         | 17                                                        | 18                                                        | 0,944                                                     | 3                                                         | Tafel 8 9 maart 16:00 uur Tafel 9                         |                                                           |
| Tafel 6 9 maart 16:00 uur Tafel 7                         | Janine Verkerk-Heikoop                                    | 0                                                         | 6                                                         | 34                                                        | 0,176                                                     | 2                                                         | Hillechien Adrichem-Volk                                  | 0                                                         | 4                                                         | 18                                                        | 0,222                                                     | 1                                                         | Tafel 8 9 maart 16:00 uur Tafel 9                         |                                                           |
|                                                           |                                                           |                                                           |                                                           |                                                           |                                                           |                                                           |                                                           |                                                           |                                                           |                                                           |                                                           |                                                           |                                                           |                                                           |
|                                                           |                                                           |                                                           |                                                           |                                                           |                                                           |                                                           |                                                           |                                                           |                                                           |                                                           |                                                           |                                                           |                                                           |                                                           |
| Tafel 1 9 maart 19:00 uur Tafel 2                         | Monique van Exter                                         | 2                                                         | 17                                                        | 33                                                        | 0,515                                                     | 4                                                         | Brigitte Duhn                                             | 2                                                         | 17                                                        | 33                                                        | 0,515                                                     | 2                                                         | Tafel 3 9 maart 19:00 uur Tafel 4                         |                                                           |
| Tafel 1 9 maart 19:00 uur Tafel 2                         | Hillechien Adrichem                                       | 0                                                         | 6                                                         | 33                                                        | 0,181                                                     | 2                                                         | Janine Verkerk-Heikoop                                    | 0                                                         | 5                                                         | 33                                                        | 0,151                                                     | 2                                                         | Tafel 3 9 maart 19:00 uur Tafel 4                         |                                                           |
| Tafel 1 9 maart 19:00 uur Tafel 2                         |                                                           |                                                           |                                                           |                                                           |                                                           |                                                           |                                                           |                                                           |                                                           |                                                           |                                                           |                                                           |                                                           |                                                           |
| Tafel 1 9 maart 19:00 uur Tafel 2                         | Mieke Schenkels                                           | 2                                                         | 17                                                        | 32                                                        | 0,531                                                     | 2                                                         | Margriet van den Akker                                    | 2                                                         | 17                                                        | 31                                                        | 0,548                                                     | 3                                                         | Tafel 3 9 maart 19:00 uur Tafel 4                         |                                                           |
| Tafel 1 9 maart 19:00 uur Tafel 2                         | Ada Cozijnsen                                             | 0                                                         | 8                                                         | 32                                                        | 0,250                                                     | 2                                                         | Helen Koelink                                             | 0                                                         | 10                                                        | 31                                                        | 0,322                                                     | 3                                                         | Tafel 3 9 maart 19:00 uur Tafel 4                         |                                                           |
|                                                           |                                                           |                                                           |                                                           |                                                           |                                                           |                                                           |                                                           |                                                           |                                                           |                                                           |                                                           |                                                           |                                                           |                                                           |
|                                                           |                                                           |                                                           |                                                           |                                                           |                                                           |                                                           |                                                           |                                                           |                                                           |                                                           |                                                           |                                                           |                                                           |                                                           |
| Tafel 6 9 maart 22:00 uur Tafel 7                         | Hillechien Adrichem                                       | 2                                                         | 10                                                        | 34                                                        | 0,294                                                     | 3                                                         | Monique van Exter                                         | 2                                                         | 17                                                        | 16                                                        | 1,062                                                     | 6                                                         | Tafel 8 9 maart 22:00 uur Tafel 9                         |                                                           |
| Tafel 6 9 maart 22:00 uur Tafel 7                         | Janine Verkerk-Heikoop                                    | 0                                                         | 8                                                         | 34                                                        | 0,235                                                     | 2                                                         | Helen Koelink                                             | 0                                                         | 4                                                         | 16                                                        | 0,250                                                     | 2                                                         | Tafel 8 9 maart 22:00 uur Tafel 9                         |                                                           |
| Tafel 6 9 maart 22:00 uur Tafel 7                         |                                                           |                                                           |                                                           |                                                           |                                                           |                                                           |                                                           |                                                           |                                                           |                                                           |                                                           |                                                           |                                                           |                                                           |
| Tafel 6 9 maart 22:00 uur Tafel 7                         | Brigitte Duhn                                             | 0                                                         | 14                                                        | 34                                                        | 0,411                                                     | 2                                                         | Margriet van den Akker                                    | 2                                                         | 14                                                        | 34                                                        | 0,411                                                     | 2                                                         | Tafel 8 9 maart 22:00 uur Tafel 9                         |                                                           |
| Tafel 6 9 maart 22:00 uur Tafel 7                         | Mieke Schenkels                                           | 2                                                         | 15                                                        | 34                                                        | 0,453                                                     | 3                                                         | Ada Cozijnsen                                             | 0                                                         | 1                                                         | 34                                                        | 0,029                                                     | 1                                                         | Tafel 8 9 maart 22:00 uur Tafel 9                         |                                                           |
|                                                           |                                                           |                                                           |                                                           |                                                           |                                                           |                                                           |                                                           |                                                           |                                                           |                                                           |                                                           |                                                           |                                                           |                                                           |
|                                                           |                                                           |                                                           |                                                           |                                                           |                                                           |                                                           |                                                           |                                                           |                                                           |                                                           |                                                           |                                                           |                                                           |                                                           |
| Tafel 1 10 maart 12:00 uur Tafel 2                        | Margriet van den Akker                                    | 0                                                         | 5                                                         | 28                                                        | 0,178                                                     | 1                                                         | Hillechien Adrichem                                       | 2                                                         | 11                                                        | 34                                                        | 0,323                                                     | 2                                                         | Tafel 3 10 maart 12:00 uur Tafel 4                        |                                                           |
| Tafel 1 10 maart 12:00 uur Tafel 2                        | Brigitte Duhn                                             | 2                                                         | 17                                                        | 28                                                        | 0,607                                                     | 5                                                         | Ada Cozijnsen                                             | 0                                                         | 8                                                         | 34                                                        | 0,235                                                     | 1                                                         | Tafel 3 10 maart 12:00 uur Tafel 4                        |                                                           |
| Tafel 1 10 maart 12:00 uur Tafel 2                        |                                                           |                                                           |                                                           |                                                           |                                                           |                                                           |                                                           |                                                           |                                                           |                                                           |                                                           |                                                           |                                                           |                                                           |
| Tafel 1 10 maart 12:00 uur Tafel 2                        | Helen Koelink                                             | 0                                                         | 9                                                         | 34                                                        | 0,264                                                     | 2                                                         | Monique van Exter                                         | 2                                                         | 17                                                        | 11                                                        | 1,545                                                     | 6                                                         | Tafel 3 10 maart 12:00 uur Tafel 4                        |                                                           |
| Tafel 1 10 maart 12:00 uur Tafel 2                        | Janine Verkerk-Heikoop                                    | 2                                                         | 14                                                        | 34                                                        | 0,411                                                     | 5                                                         | Mieke Schenkels                                           | 0                                                         | 5                                                         | 11                                                        | 0,454                                                     | 2                                                         | Tafel 3 10 maart 12:00 uur Tafel 4                        |                                                           |
|                                                           |                                                           |                                                           |                                                           |                                                           |                                                           |                                                           |                                                           |                                                           |                                                           |                                                           |                                                           |                                                           |                                                           |                                                           |
|                                                           |                                                           |                                                           |                                                           |                                                           |                                                           |                                                           |                                                           |                                                           |                                                           |                                                           |                                                           |                                                           |                                                           |                                                           |
| Tafel 6 10 maart 15:00 uur Tafel 7                        | Janine Verkerk-Heikoop                                    | 2                                                         | 12                                                        | 34                                                        | 0,352                                                     | 2                                                         | Mieke Schenkels                                           | 2                                                         | 15                                                        | 34                                                        | 0,441                                                     | 3                                                         | Tafel 8 10 maart 15:00 uur Tafel 9                        |                                                           |
| Tafel 6 10 maart 15:00 uur Tafel 7                        | Ada Cozijnsen                                             | 0                                                         | 6                                                         | 34                                                        | 0,176                                                     | 2                                                         | Hillechien Adrichem                                       | 0                                                         | 8                                                         | 34                                                        | 0,235                                                     | 2                                                         | Tafel 8 10 maart 15:00 uur Tafel 9                        |                                                           |
| Tafel 6 10 maart 15:00 uur Tafel 7                        |                                                           |                                                           |                                                           |                                                           |                                                           |                                                           |                                                           |                                                           |                                                           |                                                           |                                                           |                                                           |                                                           |                                                           |
| Tafel 6 10 maart 15:00 uur Tafel 7                        | Monique van Exter                                         | 2                                                         | 17                                                        | 18                                                        | 0,944                                                     | 5                                                         | Helen Koelink                                             | 2                                                         | 17                                                        | 34                                                        | 0,500                                                     | 2                                                         | Tafel 8 10 maart 15:00 uur Tafel 9                        |                                                           |
| Tafel 6 10 maart 15:00 uur Tafel 7                        | Margriet van den Akker                                    | 0                                                         | 9                                                         | 18                                                        | 0,500                                                     | 4                                                         | Brigitte Duhn                                             | 0                                                         | 13                                                        | 34                                                        | 0,382                                                     | 4                                                         | Tafel 8 10 maart 15:00 uur Tafel 9                        |                                                           |
|                                                           |                                                           |                                                           |                                                           |                                                           |                                                           |                                                           |                                                           |                                                           |                                                           |                                                           |                                                           |                                                           |                                                           |                                                           |
|                                                           |                                                           |                                                           |                                                           |                                                           |                                                           |                                                           |                                                           |                                                           |                                                           |                                                           |                                                           |                                                           |                                                           |                                                           |
| Tafel 1 10 maart 18:00 uur Tafel 2                        | Helen Koelink                                             | 2                                                         | 11                                                        | 34                                                        | 0,323                                                     | 2                                                         | Margriet van den Akker                                    | 2                                                         | 17                                                        | 34                                                        | 0,500                                                     | 3                                                         | Tafel 3 10 maart 18:00 uur Tafel 4                        |                                                           |
| Tafel 1 10 maart 18:00 uur Tafel 2                        | Ada Cozijnsen                                             | 0                                                         | 5                                                         | 34                                                        | 0,147                                                     | 2                                                         | Hillechien Adrichem-Volk                                  | 0                                                         | 6                                                         | 34                                                        | 0,176                                                     | 2                                                         | Tafel 3 10 maart 18:00 uur Tafel 4                        |                                                           |
| Tafel 1 10 maart 18:00 uur Tafel 2                        |                                                           |                                                           |                                                           |                                                           |                                                           |                                                           |                                                           |                                                           |                                                           |                                                           |                                                           |                                                           |                                                           |                                                           |
| Tafel 1 10 maart 18:00 uur Tafel 2                        | Mieke Schenkels                                           | 0                                                         | 9                                                         | 34                                                        | 0,264                                                     | 3                                                         | Monique van Exter                                         | 2                                                         | 17                                                        | 23                                                        | 0,739                                                     | 3                                                         | Tafel 3 10 maart 18:00 uur Tafel 4                        |                                                           |
| Tafel 1 10 maart 18:00 uur Tafel 2                        | Janine Verkerk-Heikoop                                    | 2                                                         | 14                                                        | 34                                                        | 0,411                                                     | 4                                                         | Brigitte Duhn                                             | 0                                                         | 8                                                         | 23                                                        | 0,347                                                     | 2                                                         | Tafel 3 10 maart 18:00 uur Tafel 4                        |                                                           |
|                                                           |                                                           |                                                           |                                                           |                                                           |                                                           |                                                           |                                                           |                                                           |                                                           |                                                           |                                                           |                                                           |                                                           |                                                           |

Eindstand poule C
| NK Driebanden Klein Dames 2017-2018 – EINDSTAND POULE C | NK Driebanden Klein Dames 2017-2018 – EINDSTAND POULE C | NK Driebanden Klein Dames 2017-2018 – EINDSTAND POULE C | NK Driebanden Klein Dames 2017-2018 – EINDSTAND POULE C | NK Driebanden Klein Dames 2017-2018 – EINDSTAND POULE C | NK Driebanden Klein Dames 2017-2018 – EINDSTAND POULE C | NK Driebanden Klein Dames 2017-2018 – EINDSTAND POULE C | NK Driebanden Klein Dames 2017-2018 – EINDSTAND POULE C | NK Driebanden Klein Dames 2017-2018 – EINDSTAND POULE C |
| RANG                                                    | SPELER                                                  | GESP                                                    | PP                                                      | CAR                                                     | BRT                                                     | MOY                                                     | PMOY                                                    | HS                                                      |
| ------------------------------------------------------- | ------------------------------------------------------- | ------------------------------------------------------- | ------------------------------------------------------- | ------------------------------------------------------- | ------------------------------------------------------- | ------------------------------------------------------- | ------------------------------------------------------- | ------------------------------------------------------- |
| 1                                                       | Monique van Exter                                       | 7                                                       | 14                                                      | 119                                                     | 154                                                     | 0,772                                                   | 1,545                                                   | 6                                                       |
| 2                                                       | Margriet van den Akker                                  | 7                                                       | 10                                                      | 88                                                      | 206                                                     | 0,427                                                   | 0,629                                                   | 4                                                       |
| 3                                                       | Brigitte Duhn                                           | 7                                                       | 8                                                       | 102                                                     | 204                                                     | 0,500                                                   | 0,944                                                   | 5                                                       |
| 4                                                       | Mieke Schenkels                                         | 7                                                       | 8                                                       | 90                                                      | 204                                                     | 0,441                                                   | 0,531                                                   | 3                                                       |
| 5                                                       | Helen Koelink                                           | 7                                                       | 6                                                       | 68                                                      | 214                                                     | 0,317                                                   | 0,500                                                   | 3                                                       |
| 6                                                       | Janine Verkerk-Heikoop                                  | 7                                                       | 6                                                       | 65                                                      | 233                                                     | 0,278                                                   | 0,411                                                   | 5                                                       |
| 7                                                       | Hillechien Adrichem                                     | 7                                                       | 4                                                       | 52                                                      | 221                                                     | 0,235                                                   | 0,323                                                   | 3                                                       |
| 8                                                       | Ada Cozijnsen                                           | 7                                                       | 0                                                       | 37                                                      | 224                                                     | 0,165                                                   | geen                                                    | 2                                                       |
|                                                         |                                                         |                                                         |                                                         |                                                         |                                                         |                                                         |                                                         |                                                         |

### Poule D
| NK Driebanden Klein Dames 2017-2018 - wedstrijden POULE D | NK Driebanden Klein Dames 2017-2018 - wedstrijden POULE D | NK Driebanden Klein Dames 2017-2018 - wedstrijden POULE D | NK Driebanden Klein Dames 2017-2018 - wedstrijden POULE D | NK Driebanden Klein Dames 2017-2018 - wedstrijden POULE D | NK Driebanden Klein Dames 2017-2018 - wedstrijden POULE D | NK Driebanden Klein Dames 2017-2018 - wedstrijden POULE D | NK Driebanden Klein Dames 2017-2018 - wedstrijden POULE D | NK Driebanden Klein Dames 2017-2018 - wedstrijden POULE D | NK Driebanden Klein Dames 2017-2018 - wedstrijden POULE D | NK Driebanden Klein Dames 2017-2018 - wedstrijden POULE D | NK Driebanden Klein Dames 2017-2018 - wedstrijden POULE D | NK Driebanden Klein Dames 2017-2018 - wedstrijden POULE D | NK Driebanden Klein Dames 2017-2018 - wedstrijden POULE D | NK Driebanden Klein Dames 2017-2018 - wedstrijden POULE D |
|                                                           | SPEELSTER                                                 | PP                                                        | CAR                                                       | BRT                                                       | MOY                                                       | HS                                                        |                                                           | SPEELSTER                                                 | PP                                                        | CAR                                                       | BRT                                                       | MOY                                                       | HS                                                        |                                                           |
| --------------------------------------------------------- | --------------------------------------------------------- | --------------------------------------------------------- | --------------------------------------------------------- | --------------------------------------------------------- | --------------------------------------------------------- | --------------------------------------------------------- | --------------------------------------------------------- | --------------------------------------------------------- | --------------------------------------------------------- | --------------------------------------------------------- | --------------------------------------------------------- | --------------------------------------------------------- | --------------------------------------------------------- | --------------------------------------------------------- |
| Tafel 6 9 maart 13:00 uur Tafel 7                         | Anita Schonewille                                         | 0                                                         | 4                                                         | 34                                                        | 0,117                                                     | 1                                                         | Femke Verheul-Matze                                       | 2                                                         | 17                                                        | 34                                                        | 0,500                                                     | 3                                                         | Tafel 8 9 maart 13:00 uur Tafel 9                         |                                                           |
| Tafel 6 9 maart 13:00 uur Tafel 7                         | Chantal Arntz                                             | 2                                                         | 13                                                        | 34                                                        | 0,382                                                     | 2                                                         | Anoek Jutte                                               | 0                                                         | 12                                                        | 34                                                        | 0,352                                                     | 3                                                         | Tafel 8 9 maart 13:00 uur Tafel 9                         |                                                           |
| Tafel 6 9 maart 13:00 uur Tafel 7                         |                                                           |                                                           |                                                           |                                                           |                                                           |                                                           |                                                           |                                                           |                                                           |                                                           |                                                           |                                                           |                                                           |                                                           |
| Tafel 6 9 maart 13:00 uur Tafel 7                         | Joke Breur                                                | 2                                                         | 17                                                        | 17                                                        | 1,000                                                     | 3                                                         | Helen van Kempen                                          | 0                                                         | 8                                                         | 34                                                        | 0,235                                                     | 3                                                         | Tafel 8 9 maart 13:00 uur Tafel 9                         |                                                           |
| Tafel 6 9 maart 13:00 uur Tafel 7                         | Jacquelien van den Berg                                   | 0                                                         | 1                                                         | 17                                                        | 0,058                                                     | 1                                                         | Maartje de Jong                                           | 2                                                         | 12                                                        | 34                                                        | 0,352                                                     | 3                                                         | Tafel 8 9 maart 13:00 uur Tafel 9                         |                                                           |
|                                                           |                                                           |                                                           |                                                           |                                                           |                                                           |                                                           |                                                           |                                                           |                                                           |                                                           |                                                           |                                                           |                                                           |                                                           |
|                                                           |                                                           |                                                           |                                                           |                                                           |                                                           |                                                           |                                                           |                                                           |                                                           |                                                           |                                                           |                                                           |                                                           |                                                           |
| Tafel 1 9 maart 16:00 uur Tafel 2                         | Joke Breur                                                | 2                                                         | 17                                                        | 27                                                        | 0,629                                                     | 4                                                         | Chantal Arntz                                             | 0                                                         | 6                                                         | 34                                                        | 0,176                                                     | 2                                                         | Tafel 3 9 maart 16:00 uur Tafel 4                         |                                                           |
| Tafel 1 9 maart 16:00 uur Tafel 2                         | Anita Schonewille                                         | 0                                                         | 1                                                         | 27                                                        | 0,037                                                     | 1                                                         | Helen van Kempen                                          | 2                                                         | 14                                                        | 34                                                        | 0,411                                                     | 3                                                         | Tafel 3 9 maart 16:00 uur Tafel 4                         |                                                           |
| Tafel 1 9 maart 16:00 uur Tafel 2                         |                                                           |                                                           |                                                           |                                                           |                                                           |                                                           |                                                           |                                                           |                                                           |                                                           |                                                           |                                                           |                                                           |                                                           |
| Tafel 1 9 maart 16:00 uur Tafel 2                         | Maartje de Jong                                           | 2                                                         | 16                                                        | 34                                                        | 0,470                                                     | 4                                                         | Femke Verheul-Matze                                       | 2                                                         | 14                                                        | 34                                                        | 0,411                                                     | 3                                                         | Tafel 3 9 maart 16:00 uur Tafel 4                         |                                                           |
| Tafel 1 9 maart 16:00 uur Tafel 2                         | Anoek Jutte                                               | 0                                                         | 15                                                        | 34                                                        | 0,441                                                     | 5                                                         | Jacquelien van den Berg                                   | 0                                                         | 3                                                         | 34                                                        | 0,088                                                     | 1                                                         | Tafel 3 9 maart 16:00 uur Tafel 4                         |                                                           |
|                                                           |                                                           |                                                           |                                                           |                                                           |                                                           |                                                           |                                                           |                                                           |                                                           |                                                           |                                                           |                                                           |                                                           |                                                           |
|                                                           |                                                           |                                                           |                                                           |                                                           |                                                           |                                                           |                                                           |                                                           |                                                           |                                                           |                                                           |                                                           |                                                           |                                                           |
| Tafel 6 9 maart 19:00 uur Tafel 7                         | Helen van Kempen                                          | 2                                                         | 12                                                        | 34                                                        | 0,352                                                     | 3                                                         | Maartje de Jong                                           | 2                                                         | 17                                                        | 30                                                        | 0,566                                                     | 4                                                         | Tafel 8 9 maart 19:00 uur Tafel 9                         |                                                           |
| Tafel 6 9 maart 19:00 uur Tafel 7                         | Jacquelien van den Berg                                   | 0                                                         | 8                                                         | 34                                                        | 0,235                                                     | 2                                                         | Chantal Arntz                                             | 0                                                         | 10                                                        | 30                                                        | 0,333                                                     | 2                                                         | Tafel 8 9 maart 19:00 uur Tafel 9                         |                                                           |
| Tafel 6 9 maart 19:00 uur Tafel 7                         |                                                           |                                                           |                                                           |                                                           |                                                           |                                                           |                                                           |                                                           |                                                           |                                                           |                                                           |                                                           |                                                           |                                                           |
| Tafel 6 9 maart 19:00 uur Tafel 7                         | Femke Verheul-Matze                                       | 2                                                         | 12                                                        | 34                                                        | 0,352                                                     | 2                                                         | Joke Breur                                                | 2                                                         | 17                                                        | 17                                                        | 1,000                                                     | 4                                                         | Tafel 8 9 maart 19:00 uur Tafel 9                         |                                                           |
| Tafel 6 9 maart 19:00 uur Tafel 7                         | Anita Schonewille                                         | 0                                                         | 7                                                         | 34                                                        | 0,205                                                     | 1                                                         | Anoek Jutte                                               | 0                                                         | 8                                                         | 17                                                        | 0,470                                                     | 3                                                         | Tafel 8 9 maart 19:00 uur Tafel 9                         |                                                           |
|                                                           |                                                           |                                                           |                                                           |                                                           |                                                           |                                                           |                                                           |                                                           |                                                           |                                                           |                                                           |                                                           |                                                           |                                                           |
|                                                           |                                                           |                                                           |                                                           |                                                           |                                                           |                                                           |                                                           |                                                           |                                                           |                                                           |                                                           |                                                           |                                                           |                                                           |
| Tafel 1 9 maart 22:00 uur Tafel 4                         | Anoek Jutte                                               | 2                                                         | 11                                                        | 34                                                        | 0,323                                                     | 2                                                         | Maartje de Jong                                           | 2                                                         | 17                                                        | 21                                                        | 0,809                                                     | 3                                                         | Tafel 3 9 maart 22:00 uur Tafel 2                         |                                                           |
| Tafel 1 9 maart 22:00 uur Tafel 4                         | Jacquelien van den Berg                                   | 0                                                         | 7                                                         | 34                                                        | 0,205                                                     | 2                                                         | Anita Schonewille                                         | 0                                                         | 1                                                         | 21                                                        | 21                                                        | 0,047                                                     | Tafel 3 9 maart 22:00 uur Tafel 2                         |                                                           |
| Tafel 1 9 maart 22:00 uur Tafel 4                         |                                                           |                                                           |                                                           |                                                           |                                                           |                                                           |                                                           |                                                           |                                                           |                                                           |                                                           |                                                           |                                                           |                                                           |
| Tafel 1 9 maart 22:00 uur Tafel 4                         | Femke Verheul-Matze                                       | 2                                                         | 16                                                        | 34                                                        | 0,470                                                     | 3                                                         | Joke Breur                                                | 2                                                         | 17                                                        | 33                                                        | 0,515                                                     | 4                                                         | Tafel 3 9 maart 22:00 uur Tafel 2                         |                                                           |
| Tafel 1 9 maart 22:00 uur Tafel 4                         | Helen van Kempen                                          | 0                                                         | 9                                                         | 34                                                        | 0,264                                                     | 2                                                         | Chantal Arntz                                             | 0                                                         | 8                                                         | 33                                                        | 0,242                                                     | 2                                                         | Tafel 3 9 maart 22:00 uur Tafel 2                         |                                                           |
|                                                           |                                                           |                                                           |                                                           |                                                           |                                                           |                                                           |                                                           |                                                           |                                                           |                                                           |                                                           |                                                           |                                                           |                                                           |
|                                                           |                                                           |                                                           |                                                           |                                                           |                                                           |                                                           |                                                           |                                                           |                                                           |                                                           |                                                           |                                                           |                                                           |                                                           |
| Tafel 6 10 maart 12:00 uur Tafel 7                        | Maartje de Jong                                           | 0                                                         | 8                                                         | 34                                                        | 0,235                                                     | 2                                                         | Joke Breur                                                | 2                                                         | 17                                                        | 25                                                        | 0,680                                                     | 2                                                         | Tafel 8 10 maart 12:00 uur Tafel 9                        |                                                           |
| Tafel 6 10 maart 12:00 uur Tafel 7                        | Femke Verheul-Matze                                       | 2                                                         | 16                                                        | 34                                                        | 0,470                                                     | 3                                                         | Helen van Kempen                                          | 0                                                         | 10                                                        | 25                                                        | 0,400                                                     | 1                                                         | Tafel 8 10 maart 12:00 uur Tafel 9                        |                                                           |
| Tafel 6 10 maart 12:00 uur Tafel 7                        |                                                           |                                                           |                                                           |                                                           |                                                           |                                                           |                                                           |                                                           |                                                           |                                                           |                                                           |                                                           |                                                           |                                                           |
| Tafel 6 10 maart 12:00 uur Tafel 7                        | Chantal Arntz                                             | 1                                                         | 14                                                        | 34                                                        | 0,411                                                     | 2                                                         | Anoek Jutte                                               | 2                                                         | 17                                                        | 31                                                        | 0,548                                                     | 3                                                         | Tafel 8 10 maart 12:00 uur Tafel 9                        |                                                           |
| Tafel 6 10 maart 12:00 uur Tafel 7                        | Jacquelien van den Berg                                   | 1                                                         | 14                                                        | 34                                                        | 0,411                                                     | 3                                                         | Anita Schonewille                                         | 0                                                         | 7                                                         | 31                                                        | 0,225                                                     | 2                                                         | Tafel 8 10 maart 12:00 uur Tafel 9                        |                                                           |
|                                                           |                                                           |                                                           |                                                           |                                                           |                                                           |                                                           |                                                           |                                                           |                                                           |                                                           |                                                           |                                                           |                                                           |                                                           |
|                                                           |                                                           |                                                           |                                                           |                                                           |                                                           |                                                           |                                                           |                                                           |                                                           |                                                           |                                                           |                                                           |                                                           |                                                           |
| Tafel 1 10 maart 15:00 uur Tafel 2                        | Femke Verheul-Matze                                       | 2                                                         | 17                                                        | 26                                                        | 0,654                                                     | 5                                                         | Jacquelien van den Berg                                   | 2                                                         | 10                                                        | 34                                                        | 0,294                                                     | H                                                         | Tafel 3 10 maart 15:00 uur Tafel 4                        |                                                           |
| Tafel 1 10 maart 15:00 uur Tafel 2                        | Chantal Arntz                                             | 0                                                         | 7                                                         | 26                                                        | 0,269                                                     | 1                                                         | Anita Schonewille                                         | 0                                                         | 8                                                         | 34                                                        | 0,235                                                     | 4                                                         | Tafel 3 10 maart 15:00 uur Tafel 4                        |                                                           |
| Tafel 1 10 maart 15:00 uur Tafel 2                        |                                                           |                                                           |                                                           |                                                           |                                                           |                                                           |                                                           |                                                           |                                                           |                                                           |                                                           |                                                           |                                                           |                                                           |
| Tafel 1 10 maart 15:00 uur Tafel 2                        | Helen van Kempen                                          | 0                                                         | 11                                                        | 34                                                        | M                                                         | H                                                         | Joke Breur                                                | 2                                                         | 17                                                        | 20                                                        | 0.850                                                     | 3                                                         | Tafel 3 10 maart 15:00 uur Tafel 4                        |                                                           |
| Tafel 1 10 maart 15:00 uur Tafel 2                        | Anoek Jutte                                               | 2                                                         | 15                                                        | 34                                                        | 0,441                                                     | 4                                                         | Maartje de Jong                                           | 0                                                         | 6                                                         | 20                                                        | 0,300                                                     | 2                                                         | Tafel 3 10 maart 15:00 uur Tafel 4                        |                                                           |
|                                                           |                                                           |                                                           |                                                           |                                                           |                                                           |                                                           |                                                           |                                                           |                                                           |                                                           |                                                           |                                                           |                                                           |                                                           |
|                                                           |                                                           |                                                           |                                                           |                                                           |                                                           |                                                           |                                                           |                                                           |                                                           |                                                           |                                                           |                                                           |                                                           |                                                           |
| Tafel 6 10 maart 18:00 uur Tafel 7                        | Anoek Jutte                                               | 0                                                         | 6                                                         | 34                                                        | 0,176                                                     | H                                                         | Maartje de Jong                                           | 2                                                         | 12                                                        | 34                                                        | 0,352                                                     | 2                                                         | Tafel 8 10 maart 18:00 uur Tafel 9                        |                                                           |
| Tafel 6 10 maart 18:00 uur Tafel 7                        | Chantal Arntz                                             | 2                                                         | 15                                                        | 34                                                        | 0,441                                                     | 4                                                         | Jacquelien van den Berg                                   | 0                                                         | 7                                                         | 34                                                        | 0,205                                                     | 5                                                         | Tafel 8 10 maart 18:00 uur Tafel 9                        |                                                           |
| Tafel 6 10 maart 18:00 uur Tafel 7                        |                                                           |                                                           |                                                           |                                                           |                                                           |                                                           |                                                           |                                                           |                                                           |                                                           |                                                           |                                                           |                                                           |                                                           |
| Tafel 6 10 maart 18:00 uur Tafel 7                        | Helen van Kempen                                          | 2                                                         | 14                                                        | 34                                                        | 0,411                                                     | 4                                                         | Joke Breur                                                | 2                                                         | 17                                                        | 21                                                        | 0,809                                                     | 5                                                         | Tafel 8 10 maart 18:00 uur Tafel 9                        |                                                           |
| Tafel 6 10 maart 18:00 uur Tafel 7                        | Anita Schonewille                                         | 0                                                         | 9                                                         | 34                                                        | 0,264                                                     | 1                                                         | Femke Verheul-Matze                                       | 0                                                         | 8                                                         | 21                                                        | 0,380                                                     | 2                                                         | Tafel 8 10 maart 18:00 uur Tafel 9                        |                                                           |
|                                                           |                                                           |                                                           |                                                           |                                                           |                                                           |                                                           |                                                           |                                                           |                                                           |                                                           |                                                           |                                                           |                                                           |                                                           |

Eindstand poule D
| NK Driebanden Klein Dames 2017-2018 – EINDSTAND POULE D | NK Driebanden Klein Dames 2017-2018 – EINDSTAND POULE D | NK Driebanden Klein Dames 2017-2018 – EINDSTAND POULE D | NK Driebanden Klein Dames 2017-2018 – EINDSTAND POULE D | NK Driebanden Klein Dames 2017-2018 – EINDSTAND POULE D | NK Driebanden Klein Dames 2017-2018 – EINDSTAND POULE D | NK Driebanden Klein Dames 2017-2018 – EINDSTAND POULE D | NK Driebanden Klein Dames 2017-2018 – EINDSTAND POULE D | NK Driebanden Klein Dames 2017-2018 – EINDSTAND POULE D |
| RANG                                                    | SPELER                                                  | GESP                                                    | PP                                                      | CAR                                                     | BRT                                                     | MOY                                                     | PMOY                                                    | HS                                                      |
| ------------------------------------------------------- | ------------------------------------------------------- | ------------------------------------------------------- | ------------------------------------------------------- | ------------------------------------------------------- | ------------------------------------------------------- | ------------------------------------------------------- | ------------------------------------------------------- | ------------------------------------------------------- |
| 1                                                       | Joke Breur                                              | 7                                                       | 14                                                      | 119                                                     | 160                                                     | 0,743                                                   | 1,000                                                   | 5                                                       |
| 2                                                       | Femke Verheul-Matze                                     | 7                                                       | 12                                                      | 100                                                     | 217                                                     | 0,460                                                   | 0,653                                                   | 5                                                       |
| 3                                                       | Maartje de Jong                                         | 7                                                       | 10                                                      | 88                                                      | 207                                                     | 0,425                                                   | 0,809                                                   | 4                                                       |
| 4                                                       | Anoek Jutte                                             | 7                                                       | 6                                                       | 84                                                      | 218                                                     | 0,385                                                   | 0,548                                                   | 5                                                       |
| 5                                                       | Helen van Kempen                                        | 7                                                       | 6                                                       | 78                                                      | 229                                                     | 0,340                                                   | 0,411                                                   | 4                                                       |
| 6                                                       | Chantal Arntz                                           | 7                                                       | 5                                                       | 73                                                      | 225                                                     | 0,324                                                   | 0,441                                                   | 4                                                       |
| 7                                                       | Jacquelien van den Berg                                 | 7                                                       | 3                                                       | 50                                                      | 221                                                     | 0,226                                                   | 0,411                                                   | 5                                                       |
| 8                                                       | Anita Schonewille                                       | 7                                                       | 0                                                       | 37                                                      | 215                                                     | 0,172                                                   | geen                                                    | 4                                                       |
|                                                         |                                                         |                                                         |                                                         |                                                         |                                                         |                                                         |                                                         |                                                         |

### Poule E
| NK Driebanden Klein Dames 2017-2018 - wedstrijden POULE E | NK Driebanden Klein Dames 2017-2018 - wedstrijden POULE E | NK Driebanden Klein Dames 2017-2018 - wedstrijden POULE E | NK Driebanden Klein Dames 2017-2018 - wedstrijden POULE E | NK Driebanden Klein Dames 2017-2018 - wedstrijden POULE E | NK Driebanden Klein Dames 2017-2018 - wedstrijden POULE E | NK Driebanden Klein Dames 2017-2018 - wedstrijden POULE E | NK Driebanden Klein Dames 2017-2018 - wedstrijden POULE E | NK Driebanden Klein Dames 2017-2018 - wedstrijden POULE E | NK Driebanden Klein Dames 2017-2018 - wedstrijden POULE E | NK Driebanden Klein Dames 2017-2018 - wedstrijden POULE E | NK Driebanden Klein Dames 2017-2018 - wedstrijden POULE E | NK Driebanden Klein Dames 2017-2018 - wedstrijden POULE E | NK Driebanden Klein Dames 2017-2018 - wedstrijden POULE E | NK Driebanden Klein Dames 2017-2018 - wedstrijden POULE E |
|                                                           | SPEELSTER                                                 | PP                                                        | CAR                                                       | BRT                                                       | MOY                                                       | HS                                                        |                                                           | SPEELSTER                                                 | PP                                                        | CAR                                                       | BRT                                                       | MOY                                                       | HS                                                        |                                                           |
| --------------------------------------------------------- | --------------------------------------------------------- | --------------------------------------------------------- | --------------------------------------------------------- | --------------------------------------------------------- | --------------------------------------------------------- | --------------------------------------------------------- | --------------------------------------------------------- | --------------------------------------------------------- | --------------------------------------------------------- | --------------------------------------------------------- | --------------------------------------------------------- | --------------------------------------------------------- | --------------------------------------------------------- | --------------------------------------------------------- |
| Tafel 1 9 maart 14:00 uur Tafel 2                         | Bea Stitselaar-Kok                                        | 2                                                         | 9                                                         | 34                                                        | 0,264                                                     | 1                                                         | Francine van Yperen                                       | 2                                                         | 17                                                        | 20                                                        | 0,850                                                     | 5                                                         | Tafel 3 9 maart 14:00 uur Tafel 4                         |                                                           |
| Tafel 1 9 maart 14:00 uur Tafel 2                         | Lia Addicks                                               | 0                                                         | 7                                                         | 34                                                        | 0,205                                                     | 3                                                         | Peggy Verkuijlen                                          | 0                                                         | 5                                                         | 20                                                        | 0,250                                                     | 3                                                         | Tafel 3 9 maart 14:00 uur Tafel 4                         |                                                           |
| Tafel 1 9 maart 14:00 uur Tafel 2                         |                                                           |                                                           |                                                           |                                                           |                                                           |                                                           |                                                           |                                                           |                                                           |                                                           |                                                           |                                                           |                                                           |                                                           |
| Tafel 1 9 maart 14:00 uur Tafel 2                         | Jetty van Hummel                                          | 2                                                         | 17                                                        | 27                                                        | 0,629                                                     | 3                                                         | Natasja Damen                                             | 2                                                         | 10                                                        | 34                                                        | 0,294                                                     | 2                                                         | Tafel 3 9 maart 14:00 uur Tafel 4                         |                                                           |
| Tafel 1 9 maart 14:00 uur Tafel 2                         | Ada Gerritsen                                             | 0                                                         | 3                                                         | 27                                                        | 0,111                                                     | 1                                                         | Luci Oosterholt                                           | 0                                                         | 8                                                         | 34                                                        | 0,235                                                     | 3                                                         | Tafel 3 9 maart 14:00 uur Tafel 4                         |                                                           |
|                                                           |                                                           |                                                           |                                                           |                                                           |                                                           |                                                           |                                                           |                                                           |                                                           |                                                           |                                                           |                                                           |                                                           |                                                           |
|                                                           |                                                           |                                                           |                                                           |                                                           |                                                           |                                                           |                                                           |                                                           |                                                           |                                                           |                                                           |                                                           |                                                           |                                                           |
| Tafel 6 9 maart 17:00 uur Tafel 7                         | Francine van Yperen                                       | 2                                                         | 10                                                        | 34                                                        | 0,294                                                     | 2                                                         | Jetty van Hummel                                          | 2                                                         | 15                                                        | 34                                                        | 0,441                                                     | 4                                                         | Tafel 8 9 maart 17:00 uur Tafel 9                         |                                                           |
| Tafel 6 9 maart 17:00 uur Tafel 7                         | Ada Gerritsen                                             | 0                                                         | 7                                                         | 34                                                        | 0,205                                                     | 2                                                         | Lia Addicks                                               | 0                                                         | 14                                                        | 34                                                        | 0,411                                                     | 2                                                         | Tafel 8 9 maart 17:00 uur Tafel 9                         |                                                           |
| Tafel 6 9 maart 17:00 uur Tafel 7                         |                                                           |                                                           |                                                           |                                                           |                                                           |                                                           |                                                           |                                                           |                                                           |                                                           |                                                           |                                                           |                                                           |                                                           |
| Tafel 6 9 maart 17:00 uur Tafel 7                         | Luci Oosterholt                                           | 2                                                         | 9                                                         | 34                                                        | 0,264                                                     | 1                                                         | Peggy Verkuijlen                                          | 0                                                         | 8                                                         | 34                                                        | 0,235                                                     | 2                                                         | Tafel 8 9 maart 17:00 uur Tafel 9                         |                                                           |
| Tafel 6 9 maart 17:00 uur Tafel 7                         | Bea Stitselaar-Kok                                        | 0                                                         | 5                                                         | 34                                                        | 0,147                                                     | 2                                                         | Natasja Damen                                             | 2                                                         | 10                                                        | 34                                                        | 0,294                                                     | 1                                                         | Tafel 8 9 maart 17:00 uur Tafel 9                         |                                                           |
|                                                           |                                                           |                                                           |                                                           |                                                           |                                                           |                                                           |                                                           |                                                           |                                                           |                                                           |                                                           |                                                           |                                                           |                                                           |
|                                                           |                                                           |                                                           |                                                           |                                                           |                                                           |                                                           |                                                           |                                                           |                                                           |                                                           |                                                           |                                                           |                                                           |                                                           |
| Tafel 1 9 maart 20:00 uur Tafel 2                         | Jetty van Hummel                                          | 2                                                         | 17                                                        | 29                                                        | 0,586                                                     | 4                                                         | Natasja Damen                                             | 2                                                         | 8                                                         | 34                                                        | 0,235                                                     | H                                                         | Tafel 3 9 maart 20:00 uur Tafel 4                         |                                                           |
| Tafel 1 9 maart 20:00 uur Tafel 2                         | Peggy Verkuijlen                                          | 0                                                         | 14                                                        | 29                                                        | 0,482                                                     | 2                                                         | Bea Stitselaar-Kok                                        | 0                                                         | 4                                                         | 34                                                        | 0,117                                                     | 1                                                         | Tafel 3 9 maart 20:00 uur Tafel 4                         |                                                           |
| Tafel 1 9 maart 20:00 uur Tafel 2                         |                                                           |                                                           |                                                           |                                                           |                                                           |                                                           |                                                           |                                                           |                                                           |                                                           |                                                           |                                                           |                                                           |                                                           |
| Tafel 1 9 maart 20:00 uur Tafel 2                         | Francine van Yperen                                       | 2                                                         | 17                                                        | 29                                                        | 0,586                                                     | 3                                                         | Luci Oosterholt                                           | 0                                                         | 7                                                         | 34                                                        | 0,205                                                     | 1                                                         | Tafel 3 9 maart 20:00 uur Tafel 4                         |                                                           |
| Tafel 1 9 maart 20:00 uur Tafel 2                         | Lia Addicks                                               | 0                                                         | 9                                                         | 29                                                        | 0,310                                                     | 3                                                         | Ada Gerritsen                                             | 2                                                         | 9                                                         | 34                                                        | 0,264                                                     | 1                                                         | Tafel 3 9 maart 20:00 uur Tafel 4                         |                                                           |
|                                                           |                                                           |                                                           |                                                           |                                                           |                                                           |                                                           |                                                           |                                                           |                                                           |                                                           |                                                           |                                                           |                                                           |                                                           |
|                                                           |                                                           |                                                           |                                                           |                                                           |                                                           |                                                           |                                                           |                                                           |                                                           |                                                           |                                                           |                                                           |                                                           |                                                           |
| Tafel 6 10 maart 10:00 uur Tafel 7                        | Natasja Damen                                             | 0                                                         | 7                                                         | 34                                                        | 0,205                                                     | 2                                                         | Francine van Yperen                                       | 2                                                         | 17                                                        | 33                                                        | 0,515                                                     | 4                                                         | Tafel 8 10 maart 10:00 uur Tafel 9                        |                                                           |
| Tafel 6 10 maart 10:00 uur Tafel 7                        | Lia Addicks                                               | 2                                                         | 8                                                         | 34                                                        | 0,235                                                     | 2                                                         | Luci Oosterholt                                           | 0                                                         | 7                                                         | 33                                                        | 0,212                                                     | 1                                                         | Tafel 8 10 maart 10:00 uur Tafel 9                        |                                                           |
| Tafel 6 10 maart 10:00 uur Tafel 7                        |                                                           |                                                           |                                                           |                                                           |                                                           |                                                           |                                                           |                                                           |                                                           |                                                           |                                                           |                                                           |                                                           |                                                           |
| Tafel 6 10 maart 10:00 uur Tafel 7                        | Ada Gerritsen                                             | 0                                                         | 7                                                         | 31                                                        | 0,225                                                     | 4                                                         | Jetty van Hummel                                          | 2                                                         | 16                                                        | 34                                                        | 0,470                                                     | 3                                                         | Tafel 8 10 maart 10:00 uur Tafel 9                        |                                                           |
| Tafel 6 10 maart 10:00 uur Tafel 7                        | Peggy Verkuijlen                                          | 2                                                         | 17                                                        | 31                                                        | 0,548                                                     | 5                                                         | Bea Stitselaar-Kok                                        | 0                                                         | 6                                                         | 34                                                        | 0,176                                                     | 2                                                         | Tafel 8 10 maart 10:00 uur Tafel 9                        |                                                           |
|                                                           |                                                           |                                                           |                                                           |                                                           |                                                           |                                                           |                                                           |                                                           |                                                           |                                                           |                                                           |                                                           |                                                           |                                                           |
|                                                           |                                                           |                                                           |                                                           |                                                           |                                                           |                                                           |                                                           |                                                           |                                                           |                                                           |                                                           |                                                           |                                                           |                                                           |
| Tafel 1 10 maart 13:00 uur Tafel 2                        | Francine van Yperen                                       | 2                                                         | 15                                                        | 34                                                        | 0,441                                                     | 3                                                         | Lia Addicks                                               | 2                                                         | 13                                                        | 34                                                        | 0,382                                                     | 3                                                         | Tafel 3 10 maart 13:00 uur Tafel 4                        |                                                           |
| Tafel 1 10 maart 13:00 uur Tafel 2                        | Bea Stitselaar-Kok                                        | 0                                                         | 4                                                         | 34                                                        | 0,117                                                     | 1                                                         | Ada Gerritsen                                             | 0                                                         | 7                                                         | 34                                                        | 0,205                                                     | 1                                                         | Tafel 3 10 maart 13:00 uur Tafel 4                        |                                                           |
| Tafel 1 10 maart 13:00 uur Tafel 2                        |                                                           |                                                           |                                                           |                                                           |                                                           |                                                           |                                                           |                                                           |                                                           |                                                           |                                                           |                                                           |                                                           |                                                           |
| Tafel 1 10 maart 13:00 uur Tafel 2                        | Jetty van Hummel                                          | 2                                                         | 17                                                        | 23                                                        | 0,739                                                     | 5                                                         | Peggy Verkuijlen                                          | 2                                                         | 12                                                        | 34                                                        | 0,352                                                     | 3                                                         | Tafel 3 10 maart 13:00 uur Tafel 4                        |                                                           |
| Tafel 1 10 maart 13:00 uur Tafel 2                        | Natasja Damen                                             | 0                                                         | 6                                                         | 23                                                        | 0,260                                                     | 2                                                         | Luci Oosterholt                                           | 0                                                         | 5                                                         | 34                                                        | 0,147                                                     | 1                                                         | Tafel 3 10 maart 13:00 uur Tafel 4                        |                                                           |
|                                                           |                                                           |                                                           |                                                           |                                                           |                                                           |                                                           |                                                           |                                                           |                                                           |                                                           |                                                           |                                                           |                                                           |                                                           |
|                                                           |                                                           |                                                           |                                                           |                                                           |                                                           |                                                           |                                                           |                                                           |                                                           |                                                           |                                                           |                                                           |                                                           |                                                           |
| Tafel 6 10 maart 16:00 uur Tafel 7                        | Ada Gerritsen                                             | 2                                                         | 7                                                         | 34                                                        | 0,205                                                     | 1                                                         | Jetty van Hummel                                          | 2                                                         | 17                                                        | 30                                                        | 0,566                                                     | 3                                                         | Tafel 8 10 maart 16:00 uur Tafel 9                        |                                                           |
| Tafel 6 10 maart 16:00 uur Tafel 7                        | Bea Stitselaar-Kok                                        | 0                                                         | 2                                                         | 34                                                        | 0,058                                                     | 2                                                         | Luci Oosterholt                                           | 0                                                         | 9                                                         | 30                                                        | 0,300                                                     | 1                                                         | Tafel 8 10 maart 16:00 uur Tafel 9                        |                                                           |
| Tafel 6 10 maart 16:00 uur Tafel 7                        |                                                           |                                                           |                                                           |                                                           |                                                           |                                                           |                                                           |                                                           |                                                           |                                                           |                                                           |                                                           |                                                           |                                                           |
| Tafel 6 10 maart 16:00 uur Tafel 7                        | Peggy Verkuijlen                                          | 2                                                         | 15                                                        | 34                                                        | 0,441                                                     | 4                                                         | Francine van Yperen                                       | 2                                                         | 13                                                        | 34                                                        | 0,382                                                     | 2                                                         | Tafel 8 10 maart 16:00 uur Tafel 9                        |                                                           |
| Tafel 6 10 maart 16:00 uur Tafel 7                        | Lia Addicks                                               | 0                                                         | 5                                                         | 34                                                        | 0,147                                                     | 2                                                         | Natasja Damen                                             | 0                                                         | 11                                                        | 34                                                        | 0,323                                                     | 4                                                         | Tafel 8 10 maart 16:00 uur Tafel 9                        |                                                           |
|                                                           |                                                           |                                                           |                                                           |                                                           |                                                           |                                                           |                                                           |                                                           |                                                           |                                                           |                                                           |                                                           |                                                           |                                                           |
|                                                           |                                                           |                                                           |                                                           |                                                           |                                                           |                                                           |                                                           |                                                           |                                                           |                                                           |                                                           |                                                           |                                                           |                                                           |
| Tafel 1 10 maart 19:00 uur Tafel 2                        | Lia Addicks                                               | 0                                                         | 13                                                        | 34                                                        | 0,382                                                     | 3                                                         | Natasja Damen                                             | 2                                                         | 10                                                        | 34                                                        | 0,294                                                     | 2                                                         | Tafel 3 10 maart 19:00 uur Tafel 4                        |                                                           |
| Tafel 1 10 maart 19:00 uur Tafel 2                        | Luci Oosterholt                                           | 2                                                         | 14                                                        | 34                                                        | 0,411                                                     | 3                                                         | Ada Gerritsen                                             | 0                                                         | 2                                                         | 34                                                        | 0,058                                                     | 1                                                         | Tafel 3 10 maart 19:00 uur Tafel 4                        |                                                           |
| Tafel 1 10 maart 19:00 uur Tafel 2                        |                                                           |                                                           |                                                           |                                                           |                                                           |                                                           |                                                           |                                                           |                                                           |                                                           |                                                           |                                                           |                                                           |                                                           |
| Tafel 1 10 maart 19:00 uur Tafel 2                        | Peggy Verkuijlen                                          | 2                                                         | 17                                                        | 21                                                        | 0,809                                                     | 5                                                         | Francine van Yperen                                       | 2                                                         | 17                                                        | 32                                                        | 0,531                                                     | 4                                                         | Tafel 3 10 maart 19:00 uur Tafel 4                        |                                                           |
| Tafel 1 10 maart 19:00 uur Tafel 2                        | Bea Stitselaar-Kok                                        | 0                                                         | 4                                                         | 21                                                        | 0,190                                                     | 1                                                         | Jetty van Hummel                                          | 0                                                         | 12                                                        | 32                                                        | 0,375                                                     | 3                                                         | Tafel 3 10 maart 19:00 uur Tafel 4                        |                                                           |
|                                                           |                                                           |                                                           |                                                           |                                                           |                                                           |                                                           |                                                           |                                                           |                                                           |                                                           |                                                           |                                                           |                                                           |                                                           |

Eindstand poule E
| NK Driebanden Klein Dames 2017-2018 – EINDSTAND POULE E | NK Driebanden Klein Dames 2017-2018 – EINDSTAND POULE E | NK Driebanden Klein Dames 2017-2018 – EINDSTAND POULE E | NK Driebanden Klein Dames 2017-2018 – EINDSTAND POULE E | NK Driebanden Klein Dames 2017-2018 – EINDSTAND POULE E | NK Driebanden Klein Dames 2017-2018 – EINDSTAND POULE E | NK Driebanden Klein Dames 2017-2018 – EINDSTAND POULE E | NK Driebanden Klein Dames 2017-2018 – EINDSTAND POULE E | NK Driebanden Klein Dames 2017-2018 – EINDSTAND POULE E |
| RANG                                                    | SPELER                                                  | GESP                                                    | PP                                                      | CAR                                                     | BRT                                                     | MOY                                                     | PMOY                                                    | HS                                                      |
| ------------------------------------------------------- | ------------------------------------------------------- | ------------------------------------------------------- | ------------------------------------------------------- | ------------------------------------------------------- | ------------------------------------------------------- | ------------------------------------------------------- | ------------------------------------------------------- | ------------------------------------------------------- |
| 1                                                       | Francine van Yperen                                     | 7                                                       | 14                                                      | 106                                                     | 216                                                     | 0,490                                                   | 0,850                                                   | 5                                                       |
| 2                                                       | Jetty van Hummel                                        | 7                                                       | 12                                                      | 111                                                     | 209                                                     | 0,531                                                   | 0,739                                                   | 5                                                       |
| 3                                                       | Peggy Verkuijlen                                        | 7                                                       | 8                                                       | 88                                                      | 203                                                     | 0,433                                                   | 0,809                                                   | 5                                                       |
| 4                                                       | Natasja Damen                                           | 7                                                       | 8                                                       | 62                                                      | 227                                                     | 0,273                                                   | 0,294                                                   | 4                                                       |
| 5                                                       | Lia Addicks                                             | 7                                                       | 4                                                       | 69                                                      | 233                                                     | 0,296                                                   | 0,382                                                   | 3                                                       |
| 6                                                       | Luci Oosterholt                                         | 7                                                       | 4                                                       | 59                                                      | 233                                                     | 0,253                                                   | 0,411                                                   | 3                                                       |
| 7                                                       | Ada Gerritsen                                           | 7                                                       | 4                                                       | 42                                                      | 228                                                     | 0,184                                                   | 0,264                                                   | 4                                                       |
| 8                                                       | Bea Stitselaar-Kok                                      | 7                                                       | 2                                                       | 34                                                      | 225                                                     | 0,151                                                   | 0,264                                                   | 2                                                       |
|                                                         |                                                         |                                                         |                                                         |                                                         |                                                         |                                                         |                                                         |                                                         |

### Poule F
| NK Driebanden Klein Dames 2017-2018 - wedstrijden POULE F | NK Driebanden Klein Dames 2017-2018 - wedstrijden POULE F | NK Driebanden Klein Dames 2017-2018 - wedstrijden POULE F | NK Driebanden Klein Dames 2017-2018 - wedstrijden POULE F | NK Driebanden Klein Dames 2017-2018 - wedstrijden POULE F | NK Driebanden Klein Dames 2017-2018 - wedstrijden POULE F | NK Driebanden Klein Dames 2017-2018 - wedstrijden POULE F | NK Driebanden Klein Dames 2017-2018 - wedstrijden POULE F | NK Driebanden Klein Dames 2017-2018 - wedstrijden POULE F | NK Driebanden Klein Dames 2017-2018 - wedstrijden POULE F | NK Driebanden Klein Dames 2017-2018 - wedstrijden POULE F | NK Driebanden Klein Dames 2017-2018 - wedstrijden POULE F | NK Driebanden Klein Dames 2017-2018 - wedstrijden POULE F | NK Driebanden Klein Dames 2017-2018 - wedstrijden POULE F | NK Driebanden Klein Dames 2017-2018 - wedstrijden POULE F |
|                                                           | SPEELSTER                                                 | PP                                                        | CAR                                                       | BRT                                                       | MOY                                                       | HS                                                        |                                                           | SPEELSTER                                                 | PP                                                        | CAR                                                       | BRT                                                       | MOY                                                       | HS                                                        |                                                           |
| --------------------------------------------------------- | --------------------------------------------------------- | --------------------------------------------------------- | --------------------------------------------------------- | --------------------------------------------------------- | --------------------------------------------------------- | --------------------------------------------------------- | --------------------------------------------------------- | --------------------------------------------------------- | --------------------------------------------------------- | --------------------------------------------------------- | --------------------------------------------------------- | --------------------------------------------------------- | --------------------------------------------------------- | --------------------------------------------------------- |
| Tafel 6 9 maart 14:00 uur Tafel 7                         | Gerrie Geelen                                             | 2                                                         | 17                                                        | 25                                                        | 0,680                                                     | 3                                                         | Andrea Hofman-Manrique                                    | 0                                                         | 12                                                        | 34                                                        | 0,352                                                     | 3                                                         | Tafel 8 9 maart 14:00 uur                                 |                                                           |
| Tafel 6 9 maart 14:00 uur Tafel 7                         | Carla Diek                                                | 0                                                         | 3                                                         | 25                                                        | 0,120                                                     | 1                                                         | Graddy Borst-de Wit                                       | 2                                                         | 14                                                        | 34                                                        | 0,411                                                     | 3                                                         | Tafel 8 9 maart 14:00 uur                                 |                                                           |
| Tafel 6 9 maart 14:00 uur Tafel 7                         |                                                           |                                                           |                                                           |                                                           |                                                           |                                                           |                                                           |                                                           |                                                           |                                                           |                                                           |                                                           |                                                           |                                                           |
| Tafel 6 9 maart 14:00 uur Tafel 7                         | Nynke Kuindersma                                          | 0                                                         | 7                                                         | 21                                                        | 0,333                                                     | 1                                                         | Georgina van Velzen                                       | Georgina van Velzen                                       | Georgina van Velzen                                       | Georgina van Velzen                                       | Georgina van Velzen                                       | Georgina van Velzen                                       | Tafel 8 9 maart 14:00 uur                                 |                                                           |
| Tafel 6 9 maart 14:00 uur Tafel 7                         | Joke Martijn                                              | 2                                                         | 17                                                        | 21                                                        | 0,809                                                     | 4                                                         | vrij                                                      | vrij                                                      | vrij                                                      | vrij                                                      | vrij                                                      | vrij                                                      | Tafel 8 9 maart 14:00 uur                                 |                                                           |
|                                                           |                                                           |                                                           |                                                           |                                                           |                                                           |                                                           |                                                           |                                                           |                                                           |                                                           |                                                           |                                                           |                                                           |                                                           |
|                                                           |                                                           |                                                           |                                                           |                                                           |                                                           |                                                           |                                                           |                                                           |                                                           |                                                           |                                                           |                                                           |                                                           |                                                           |
| Tafel 1 9 maart 17:00 uur Tafel 2                         | Andrea Hofman-Manrique                                    | 0                                                         | 6                                                         | 21                                                        | M                                                         | 1                                                         | Graddy Borst-de Wit                                       | 0                                                         | 6                                                         | 30                                                        | 0,200                                                     | 3                                                         | Tafel 3 9 maart 17:00 uur                                 |                                                           |
| Tafel 1 9 maart 17:00 uur Tafel 2                         | Gerrie Geelen                                             | 2                                                         | 17                                                        | 21                                                        | 21                                                        | 4                                                         | Nynke Kuindersma                                          | 2                                                         | 17                                                        | 30                                                        | 0,566                                                     | 4                                                         | Tafel 3 9 maart 17:00 uur                                 |                                                           |
| Tafel 1 9 maart 17:00 uur Tafel 2                         |                                                           |                                                           |                                                           |                                                           |                                                           |                                                           |                                                           |                                                           |                                                           |                                                           |                                                           |                                                           |                                                           |                                                           |
| Tafel 1 9 maart 17:00 uur Tafel 2                         | Georgina van Velzen                                       | 2                                                         | 16                                                        | 34                                                        | 0,470                                                     | 2                                                         | Joke Martijn                                              | Joke Martijn                                              | Joke Martijn                                              | Joke Martijn                                              | Joke Martijn                                              | Joke Martijn                                              | Tafel 3 9 maart 17:00 uur                                 |                                                           |
| Tafel 1 9 maart 17:00 uur Tafel 2                         | Carla Diek                                                | 0                                                         | 14                                                        | 34                                                        | 0,411                                                     | 2                                                         | vrij                                                      | vrij                                                      | vrij                                                      | vrij                                                      | vrij                                                      | vrij                                                      | Tafel 3 9 maart 17:00 uur                                 |                                                           |
|                                                           |                                                           |                                                           |                                                           |                                                           |                                                           |                                                           |                                                           |                                                           |                                                           |                                                           |                                                           |                                                           |                                                           |                                                           |
|                                                           |                                                           |                                                           |                                                           |                                                           |                                                           |                                                           |                                                           |                                                           |                                                           |                                                           |                                                           |                                                           |                                                           |                                                           |
| Tafel 6 9 maart 20:00 uur Tafel 7                         | Georgina van Velzen                                       | 0                                                         | 12                                                        | 34                                                        | 0,352                                                     | 3                                                         | Joke Martijn                                              | 2                                                         | 17                                                        | 26                                                        | 0,653                                                     | 4                                                         | Tafel 8 9 maart 20:00 uur                                 |                                                           |
| Tafel 6 9 maart 20:00 uur Tafel 7                         | Graddy Borst-de Wit                                       | 2                                                         | 15                                                        | 34                                                        | 34                                                        | 3                                                         | Carla Diek                                                | 0                                                         | 6                                                         | 26                                                        | 0,230                                                     | 2                                                         | Tafel 8 9 maart 20:00 uur                                 |                                                           |
| Tafel 6 9 maart 20:00 uur Tafel 7                         |                                                           |                                                           |                                                           |                                                           |                                                           |                                                           |                                                           |                                                           |                                                           |                                                           |                                                           |                                                           |                                                           |                                                           |
| Tafel 6 9 maart 20:00 uur Tafel 7                         | Nynke Kuindersma                                          | 0                                                         | 10                                                        | 29                                                        | 0,344                                                     | 3                                                         | Gerrie Geelen                                             | Gerrie Geelen                                             | Gerrie Geelen                                             | Gerrie Geelen                                             | Gerrie Geelen                                             | Gerrie Geelen                                             | Tafel 8 9 maart 20:00 uur                                 |                                                           |
| Tafel 6 9 maart 20:00 uur Tafel 7                         | Andrea Hofman-Manrique                                    | 2                                                         | 17                                                        | 29                                                        | 0,586                                                     | 5                                                         | vrij                                                      | vrij                                                      | vrij                                                      | vrij                                                      | vrij                                                      | vrij                                                      | Tafel 8 9 maart 20:00 uur                                 |                                                           |
|                                                           |                                                           |                                                           |                                                           |                                                           |                                                           |                                                           |                                                           |                                                           |                                                           |                                                           |                                                           |                                                           |                                                           |                                                           |
|                                                           |                                                           |                                                           |                                                           |                                                           |                                                           |                                                           |                                                           |                                                           |                                                           |                                                           |                                                           |                                                           |                                                           |                                                           |
| Tafel 1 10 maart 10:00 uur Tafel 2                        | Andrea Hofman-Manrique                                    | 2                                                         | 17                                                        | 15                                                        | 1,133                                                     | 4                                                         | Joke Martijn                                              | 2                                                         | 17                                                        | 16                                                        | 1,062                                                     | 7                                                         | Tafel 4 10 maart 10:00 uur                                |                                                           |
| Tafel 1 10 maart 10:00 uur Tafel 2                        | Carla Diek                                                | 0                                                         | 0                                                         | 15                                                        | 0,000                                                     | -                                                         | Georgina van Velzen                                       | 0                                                         | 9                                                         | 16                                                        | 0,562                                                     | 2                                                         | Tafel 4 10 maart 10:00 uur                                |                                                           |
| Tafel 1 10 maart 10:00 uur Tafel 2                        |                                                           |                                                           |                                                           |                                                           |                                                           |                                                           |                                                           |                                                           |                                                           |                                                           |                                                           |                                                           |                                                           |                                                           |
| Tafel 1 10 maart 10:00 uur Tafel 2                        | Gerrie Geelen                                             | 2                                                         | 17                                                        | 30                                                        | 0,566                                                     | 3                                                         | Graddy Borst-de Wit                                       | Graddy Borst-de Wit                                       | Graddy Borst-de Wit                                       | Graddy Borst-de Wit                                       | Graddy Borst-de Wit                                       | Graddy Borst-de Wit                                       | Tafel 4 10 maart 10:00 uur                                |                                                           |
| Tafel 1 10 maart 10:00 uur Tafel 2                        | Nynke Kuindersma                                          | 0                                                         | 12                                                        | 30                                                        | 0,400                                                     | 2                                                         | vrij                                                      | vrij                                                      | vrij                                                      | vrij                                                      | vrij                                                      | vrij                                                      | Tafel 4 10 maart 10:00 uur                                |                                                           |
|                                                           |                                                           |                                                           |                                                           |                                                           |                                                           |                                                           |                                                           |                                                           |                                                           |                                                           |                                                           |                                                           |                                                           |                                                           |
|                                                           |                                                           |                                                           |                                                           |                                                           |                                                           |                                                           |                                                           |                                                           |                                                           |                                                           |                                                           |                                                           |                                                           |                                                           |
| Tafel 6 10 maart 13:00 uur Tafel 7                        | Nynke Kuindersma                                          | 2                                                         | 14                                                        | 34                                                        | 0,411                                                     | 3                                                         | Gerrie Geelen                                             | 2                                                         | 17                                                        | 25                                                        | 0,680                                                     | 3                                                         | Tafel 8 10 maart 13:00 uur                                |                                                           |
| Tafel 6 10 maart 13:00 uur Tafel 7                        | Carla Diek                                                | 0                                                         | 5                                                         | 34                                                        | 0,147                                                     | 2                                                         | Georgina van Velzen                                       | 0                                                         | 10                                                        | 25                                                        | 0,400                                                     | 3                                                         | Tafel 8 10 maart 13:00 uur                                |                                                           |
| Tafel 6 10 maart 13:00 uur Tafel 7                        |                                                           |                                                           |                                                           |                                                           |                                                           |                                                           |                                                           |                                                           |                                                           |                                                           |                                                           |                                                           |                                                           |                                                           |
| Tafel 6 10 maart 13:00 uur Tafel 7                        | Joke Martijn                                              | 2                                                         | 17                                                        | 27                                                        | 0,629                                                     | 5                                                         | Andrea Hofman-Manrique                                    | Andrea Hofman-Manrique                                    | Andrea Hofman-Manrique                                    | Andrea Hofman-Manrique                                    | Andrea Hofman-Manrique                                    | Andrea Hofman-Manrique                                    | Tafel 8 10 maart 13:00 uur                                |                                                           |
| Tafel 6 10 maart 13:00 uur Tafel 7                        | Graddy Borst-de Wit                                       | 0                                                         | 15                                                        | 27                                                        | 0,555                                                     | 3                                                         | vrij                                                      | vrij                                                      | vrij                                                      | vrij                                                      | vrij                                                      | vrij                                                      | Tafel 8 10 maart 13:00 uur                                |                                                           |
|                                                           |                                                           |                                                           |                                                           |                                                           |                                                           |                                                           |                                                           |                                                           |                                                           |                                                           |                                                           |                                                           |                                                           |                                                           |
|                                                           |                                                           |                                                           |                                                           |                                                           |                                                           |                                                           |                                                           |                                                           |                                                           |                                                           |                                                           |                                                           |                                                           |                                                           |
| Tafel 1 10 maart 16:00 uur Tafel 2                        | Georgina van Velzen                                       | 0                                                         | 5                                                         | 34                                                        | 0,147                                                     | 1                                                         | Graddy Borst-de Wit                                       | 2                                                         | 12                                                        | 34                                                        | 0,352                                                     | 4                                                         | Tafel 3 10 maart 16:00 uur                                |                                                           |
| Tafel 1 10 maart 16:00 uur Tafel 2                        | Andrea Hofman-Manrique                                    | 2                                                         | 17                                                        | 34                                                        | 0,500                                                     | 2                                                         | Carla Diek                                                | 0                                                         | 3                                                         | 34                                                        | 0,088                                                     | 1                                                         | Tafel 3 10 maart 16:00 uur                                |                                                           |
| Tafel 1 10 maart 16:00 uur Tafel 2                        |                                                           |                                                           |                                                           |                                                           |                                                           |                                                           |                                                           |                                                           |                                                           |                                                           |                                                           |                                                           |                                                           |                                                           |
| Tafel 1 10 maart 16:00 uur Tafel 2                        | Joke Martijn                                              | 0                                                         | 6                                                         | 18                                                        | 0,333                                                     | 2                                                         | Nynke Kuindersma                                          | Nynke Kuindersma                                          | Nynke Kuindersma                                          | Nynke Kuindersma                                          | Nynke Kuindersma                                          | Nynke Kuindersma                                          | Tafel 3 10 maart 16:00 uur                                |                                                           |
| Tafel 1 10 maart 16:00 uur Tafel 2                        | Gerrie Geelen                                             | 2                                                         | 17                                                        | 18                                                        | 0,944                                                     | 4                                                         | vrij                                                      | vrij                                                      | vrij                                                      | vrij                                                      | vrij                                                      | vrij                                                      | Tafel 3 10 maart 16:00 uur                                |                                                           |
|                                                           |                                                           |                                                           |                                                           |                                                           |                                                           |                                                           |                                                           |                                                           |                                                           |                                                           |                                                           |                                                           |                                                           |                                                           |
|                                                           |                                                           |                                                           |                                                           |                                                           |                                                           |                                                           |                                                           |                                                           |                                                           |                                                           |                                                           |                                                           |                                                           |                                                           |
| Tafel 6 10 maart 19:00 uur Tafel 7                        | Georgina van Velzen                                       | 2                                                         | 11                                                        | 34                                                        | 0,323                                                     | 3                                                         | Gerrie Geelen                                             | 2                                                         | 16                                                        | 34                                                        | 0,470                                                     | 5                                                         | Tafel 8 10 maart 19:00 uur                                |                                                           |
| Tafel 6 10 maart 19:00 uur Tafel 7                        | Nienke Kuindersma                                         | 0                                                         | 9                                                         | 34                                                        | 0,264                                                     | 2                                                         | Graddy Borst-de Wit                                       | 0                                                         | 13                                                        | 34                                                        | 0,382                                                     | 2                                                         | Tafel 8 10 maart 19:00 uur                                |                                                           |
| Tafel 6 10 maart 19:00 uur Tafel 7                        |                                                           |                                                           |                                                           |                                                           |                                                           |                                                           |                                                           |                                                           |                                                           |                                                           |                                                           |                                                           |                                                           |                                                           |
| Tafel 6 10 maart 19:00 uur Tafel 7                        | Joke Martijn                                              | 2                                                         | 16                                                        | 34                                                        | 0,470                                                     | 2                                                         | Carla Diek                                                | Carla Diek                                                | Carla Diek                                                | Carla Diek                                                | Carla Diek                                                | Carla Diek                                                | Tafel 8 10 maart 19:00 uur                                |                                                           |
| Tafel 6 10 maart 19:00 uur Tafel 7                        | Andrea Hofman-Manrique                                    | 0                                                         | 13                                                        | 34                                                        | 0,382                                                     | 1                                                         | vrij                                                      | vrij                                                      | vrij                                                      | vrij                                                      | vrij                                                      | vrij                                                      | Tafel 8 10 maart 19:00 uur                                |                                                           |
|                                                           |                                                           |                                                           |                                                           |                                                           |                                                           |                                                           |                                                           |                                                           |                                                           |                                                           |                                                           |                                                           |                                                           |                                                           |

Eindstand poule F
| NK Driebanden Klein Dames 2017-2018 – EINDSTAND POULE F | NK Driebanden Klein Dames 2017-2018 – EINDSTAND POULE F | NK Driebanden Klein Dames 2017-2018 – EINDSTAND POULE F | NK Driebanden Klein Dames 2017-2018 – EINDSTAND POULE F | NK Driebanden Klein Dames 2017-2018 – EINDSTAND POULE F | NK Driebanden Klein Dames 2017-2018 – EINDSTAND POULE F | NK Driebanden Klein Dames 2017-2018 – EINDSTAND POULE F | NK Driebanden Klein Dames 2017-2018 – EINDSTAND POULE F | NK Driebanden Klein Dames 2017-2018 – EINDSTAND POULE F |
| RANG                                                    | SPELER                                                  | GESP                                                    | PP                                                      | CAR                                                     | BRT                                                     | MOY                                                     | PMOY                                                    | HS                                                      |
| ------------------------------------------------------- | ------------------------------------------------------- | ------------------------------------------------------- | ------------------------------------------------------- | ------------------------------------------------------- | ------------------------------------------------------- | ------------------------------------------------------- | ------------------------------------------------------- | ------------------------------------------------------- |
| 1                                                       | Gerrie Geelen                                           | 6                                                       | 12                                                      | 101                                                     | 153                                                     | 0,660                                                   | 0,944                                                   | 5                                                       |
| 2                                                       | Joke Martijn                                            | 6                                                       | 10                                                      | 90                                                      | 142                                                     | 0,633                                                   | 1,062                                                   | 7                                                       |
| 3                                                       | Andrea Hofman-Manrique                                  | 6                                                       | 6                                                       | 82                                                      | 167                                                     | 0,491                                                   | 1,133                                                   | 5                                                       |
| 4                                                       | Graddy Borst-de Wit                                     | 6                                                       | 6                                                       | 75                                                      | 193                                                     | 0,388                                                   | 0,441                                                   | 4                                                       |
| 5                                                       | Nynke Kuindersma                                        | 6                                                       | 4                                                       | 69                                                      | 178                                                     | 0,387                                                   | 0,566                                                   | 4                                                       |
| 6                                                       | Georgina van Velzen                                     | 6                                                       | 4                                                       | 63                                                      | 177                                                     | 0,355                                                   | 0,470                                                   | 3                                                       |
| 7                                                       | Carla Diek                                              | 6                                                       | 0                                                       | 31                                                      | 168                                                     | 0,184                                                   | geen                                                    | 2                                                       |
|                                                         |                                                         |                                                         |                                                         |                                                         |                                                         |                                                         |                                                         |                                                         |

## Ranglijst geplaatste speelsters op algemeen gemiddelde
Nicky Havermans werd boven Pauline Gerritsen geplaatst vanwege meer behaalde wedstrijdpunten in de poule-fase
| NK Driebanden Klein Dames 2017-2018 - RANGLIJST OP MOYENNE NA POULEFASE | NK Driebanden Klein Dames 2017-2018 - RANGLIJST OP MOYENNE NA POULEFASE | NK Driebanden Klein Dames 2017-2018 - RANGLIJST OP MOYENNE NA POULEFASE | NK Driebanden Klein Dames 2017-2018 - RANGLIJST OP MOYENNE NA POULEFASE | NK Driebanden Klein Dames 2017-2018 - RANGLIJST OP MOYENNE NA POULEFASE | NK Driebanden Klein Dames 2017-2018 - RANGLIJST OP MOYENNE NA POULEFASE | NK Driebanden Klein Dames 2017-2018 - RANGLIJST OP MOYENNE NA POULEFASE | NK Driebanden Klein Dames 2017-2018 - RANGLIJST OP MOYENNE NA POULEFASE | NK Driebanden Klein Dames 2017-2018 - RANGLIJST OP MOYENNE NA POULEFASE | NK Driebanden Klein Dames 2017-2018 - RANGLIJST OP MOYENNE NA POULEFASE | NK Driebanden Klein Dames 2017-2018 - RANGLIJST OP MOYENNE NA POULEFASE | NK Driebanden Klein Dames 2017-2018 - RANGLIJST OP MOYENNE NA POULEFASE |
| R                                                                       | SPEELSTER                                                               | MOY                                                                     | R                                                                       | SPEELSTER                                                               | MOY                                                                     | R                                                                       | SPEELSTER                                                               | MOY                                                                     | R                                                                       | SPEELSTER                                                               | MOY                                                                     |
| ----------------------------------------------------------------------- | ----------------------------------------------------------------------- | ----------------------------------------------------------------------- | ----------------------------------------------------------------------- | ----------------------------------------------------------------------- | ----------------------------------------------------------------------- | ----------------------------------------------------------------------- | ----------------------------------------------------------------------- | ----------------------------------------------------------------------- | ----------------------------------------------------------------------- | ----------------------------------------------------------------------- | ----------------------------------------------------------------------- |
| 1                                                                       | Monique van Exter                                                       | 0,772                                                                   | 9                                                                       | Sabine Bakker                                                           | 0,511                                                                   | 17                                                                      | Margriet van den Akker                                                  | 0,427                                                                   | 25                                                                      | Pauline Gerritsen                                                       | 0,3712                                                                  |
| 2                                                                       | Joke Breur                                                              | 0,743                                                                   | 10                                                                      | Brigitte Duhn                                                           | 0,500                                                                   | 18                                                                      | Maartje de Jong                                                         | 0,425                                                                   | 26                                                                      | Nienke Lehmann-Schutte                                                  | 0,361                                                                   |
| 3                                                                       | Sylvia Eckel                                                            | 0,683                                                                   | 11                                                                      | Andrea Hofman-Manrique                                                  | 0,491                                                                   | 19                                                                      | Karin Knegt-Hoogers                                                     | 0,416                                                                   | 27                                                                      | Georgina van Velzen                                                     | 0,355                                                                   |
| 4                                                                       | Gerrie Geelen                                                           | 0,660                                                                   | 12                                                                      | Francine van Yperen                                                     | 0,490                                                                   | 20                                                                      | Graddy Borst-de wit                                                     | 0,388                                                                   | 28                                                                      | Joyce Klunder                                                           | 0,352                                                                   |
| 5                                                                       | Joke Martijn                                                            | 0,633                                                                   | 13                                                                      | Femke Verheul-Matze                                                     | 0,460                                                                   | 21                                                                      | Nynke Kuindersma                                                        | 0,387                                                                   | 29                                                                      | Helen van Kempen                                                        | 0,340                                                                   |
| 6                                                                       | Gerrie Wierstra                                                         | 0,559                                                                   | 14                                                                      | Petra Lips-Versluis                                                     | 0,452                                                                   | 22                                                                      | Anoek Jutte                                                             | 0,385                                                                   | 30                                                                      | Chantal Arntz                                                           | 0,324                                                                   |
| 7                                                                       | Jetty van Hummel                                                        | 0,531                                                                   | 15                                                                      | Mieke Schenkels                                                         | 0,441                                                                   | 23                                                                      | Bets Dekker-Boon                                                        | 0,379                                                                   | 31                                                                      | Anneke Groenewoud                                                       | 0,323                                                                   |
| 8                                                                       | Celina Wolfs                                                            | 0,515                                                                   | 16                                                                      | Peggy Verkuijlen                                                        | 0,433                                                                   | 24                                                                      | Nicky Havermans                                                         | 0,3712                                                                  | 32                                                                      | Natasja Damen                                                           | 0,273                                                                   |
|                                                                         |                                                                         |                                                                         |                                                                         |                                                                         |                                                                         |                                                                         |                                                                         |                                                                         |                                                                         |                                                                         |                                                                         |

## KO-Fase

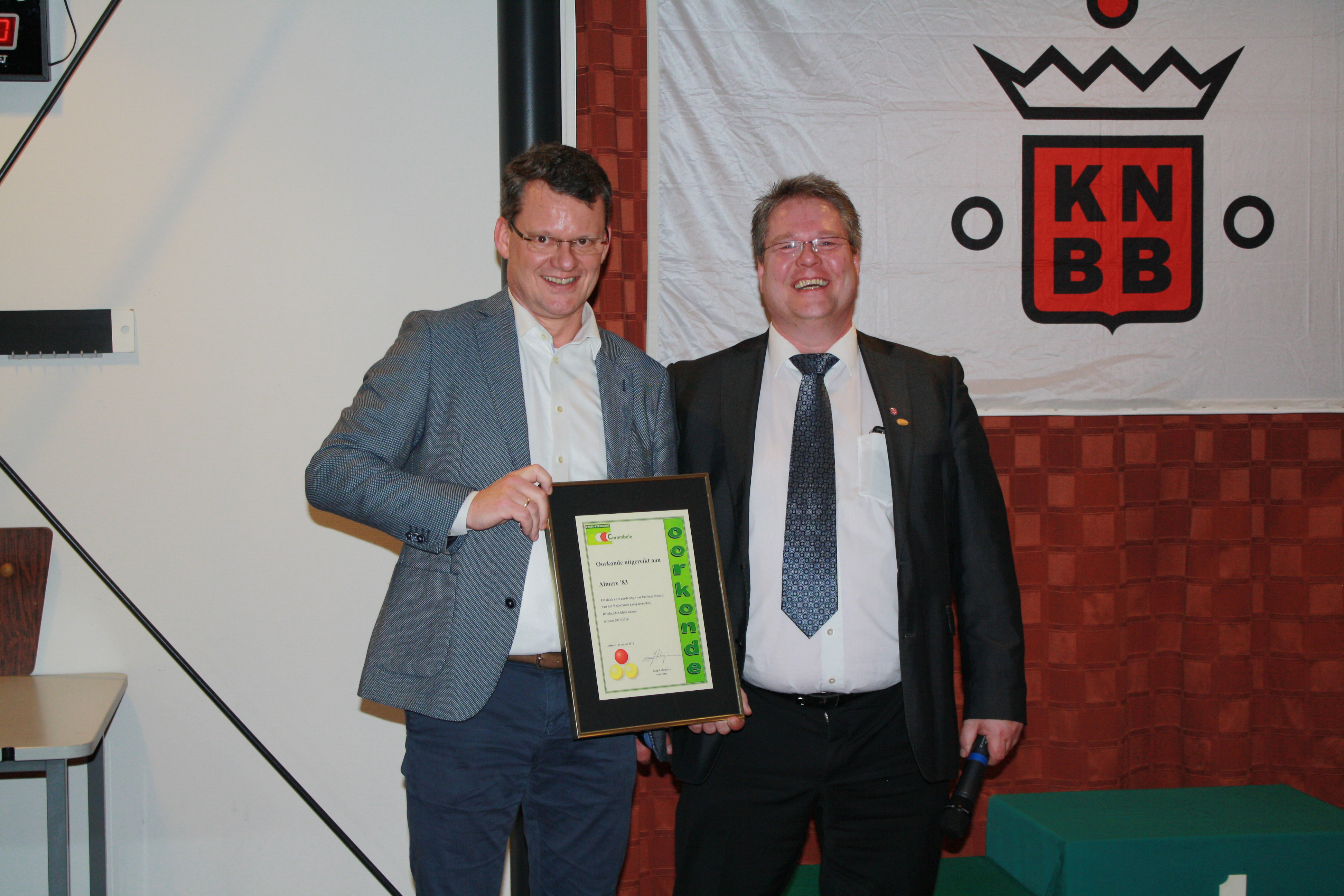
Oorkonde uitgereikt door Alex ter Weele (KNBB) aan Fred Prins (BV Almere '83)

### Wedstrijdschema beste 32 t/m de finale
|  | 1/16e finale | 1/16e finale           | 1/16e finale           |      |                        | 1/8e finale            | 1/8e finale | 1/8e finale |  |    | kwartfinale         | kwartfinale | kwartfinale |  |   | halve finale  | halve finale | halve finale |  |   | finale        | finale     | finale |
|  |              |                        |                        |      |                        |                        |             |             |  |    |                     |             |             |  |   |               |              |              |  |   |               |            |        |
|  | 1            | Monique van Exter      | 15                     |      |                        |                        |             |             |  |    |                     |             |             |  |   |               |              |              |  |   |               |            |        |
|  | 32           | Natasja Damen          | 22                     |      |                        |                        |             |             |  |    |                     |             |             |  |   |               |              |              |  |   |               |            |        |
|  | 32           | Natasja Damen          | 22                     |      | 32                     | Natasja Damen          | 19          |             |  |    |                     |             |             |  |   |               |              |              |  |   |               |            |        |
|  |              |                        |                        |      | 32                     | Natasja Damen          | 19          |             |  |    |                     |             |             |  |   |               |              |              |  |   |               |            |        |
|  |              | 16                     | Peggy Verkuijlen       | 25   |                        |                        |             |             |  |    |                     |             |             |  |   |               |              |              |  |   |               |            |        |
|  | 17           | 16                     | Peggy Verkuijlen       | 25   | Margriet van den Akker | 10                     |             |             |  |    |                     |             |             |  |   |               |              |              |  |   |               |            |        |
|  | 17           |                        |                        |      | Margriet van den Akker | 10                     |             |             |  |    |                     |             |             |  |   |               |              |              |  |   |               |            |        |
|  | 16           | Peggy Verkuijlen       | 16                     |      |                        |                        |             |             |  |    |                     |             |             |  |   |               |              |              |  |   |               |            |        |
|  | 16           | Peggy Verkuijlen       | 16                     |      |                        |                        |             |             |  | 16 | Peggy Verkuijlen    | 19          |             |  |   |               |              |              |  |   |               |            |        |
|  |              |                        |                        |      |                        |                        |             |             |  | 16 | Peggy Verkuijlen    | 19          |             |  |   |               |              |              |  |   |               |            |        |
|  |              | 9                      | Sabine Bakker          | 24   |                        |                        |             |             |  |    |                     |             |             |  |   |               |              |              |  |   |               |            |        |
|  | 9            | 9                      | Sabine Bakker          | 24   | Sabine Bakker          | 22                     |             |             |  |    |                     |             |             |  |   |               |              |              |  |   |               |            |        |
|  | 9            |                        |                        |      | Sabine Bakker          | 22                     |             |             |  |    |                     |             |             |  |   |               |              |              |  |   |               |            |        |
|  | 24           | Nicky Havermans        | 21                     |      |                        |                        |             |             |  |    |                     |             |             |  |   |               |              |              |  |   |               |            |        |
|  | 24           | Nicky Havermans        | 21                     |      | 9                      | Sabine Bakker          | 24          |             |  |    |                     |             |             |  |   |               |              |              |  |   |               |            |        |
|  |              |                        |                        |      | 9                      | Sabine Bakker          | 24          |             |  |    |                     |             |             |  |   |               |              |              |  |   |               |            |        |
|  |              | 25                     | Pauline Gerritsen      | 18   |                        |                        |             |             |  |    |                     |             |             |  |   |               |              |              |  |   |               |            |        |
|  | 25           | 25                     | Pauline Gerritsen      | 18   | Pauline Gerritsen      | 17                     |             |             |  |    |                     |             |             |  |   |               |              |              |  |   |               |            |        |
|  | 25           |                        |                        |      | Pauline Gerritsen      | 17                     |             |             |  |    |                     |             |             |  |   |               |              |              |  |   |               |            |        |
|  | 8            | Celina Wolfs           | 15                     |      |                        |                        |             |             |  |    |                     |             |             |  |   |               |              |              |  |   |               |            |        |
|  | 8            | Celina Wolfs           | 15                     |      |                        |                        |             |             |  |    |                     |             |             |  | 9 | Sabine Bakker | 30           |              |  |   |               |            |        |
|  |              |                        |                        |      |                        |                        |             |             |  |    |                     |             |             |  | 9 | Sabine Bakker | 30           |              |  |   |               |            |        |
|  |              | 4                      | Gerrie Geelen          | 30 P |                        |                        |             |             |  |    |                     |             |             |  |   |               |              |              |  |   |               |            |        |
|  | 5            | 4                      | Gerrie Geelen          | 30 P | Joke Martijn           | 22                     |             |             |  |    |                     |             |             |  |   |               |              |              |  |   |               |            |        |
|  | 5            |                        |                        |      | Joke Martijn           | 22                     |             |             |  |    |                     |             |             |  |   |               |              |              |  |   |               |            |        |
|  | 28           | Joyce Klunder          | 14                     |      |                        |                        |             |             |  |    |                     |             |             |  |   |               |              |              |  |   |               |            |        |
|  | 28           | Joyce Klunder          | 14                     |      | 5                      | Joke Martijn           | 21          |             |  |    |                     |             |             |  |   |               |              |              |  |   |               |            |        |
|  |              |                        |                        |      | 5                      | Joke Martijn           | 21          |             |  |    |                     |             |             |  |   |               |              |              |  |   |               |            |        |
|  |              | 12                     | Francine van Yperen    | 23   |                        |                        |             |             |  |    |                     |             |             |  |   |               |              |              |  |   |               |            |        |
|  | 21           | 12                     | Francine van Yperen    | 23   | Nynke Kuindersma       | 16                     |             |             |  |    |                     |             |             |  |   |               |              |              |  |   |               |            |        |
|  | 21           |                        |                        |      | Nynke Kuindersma       | 16                     |             |             |  |    |                     |             |             |  |   |               |              |              |  |   |               |            |        |
|  | 12           | Francine van Yperen    | 20                     |      |                        |                        |             |             |  |    |                     |             |             |  |   |               |              |              |  |   |               |            |        |
|  | 12           | Francine van Yperen    | 20                     |      |                        |                        |             |             |  | 12 | Francine van Yperen | 11          |             |  |   |               |              |              |  |   |               |            |        |
|  |              |                        |                        |      |                        |                        |             |             |  | 12 | Francine van Yperen | 11          |             |  |   |               |              |              |  |   |               |            |        |
|  |              | 4                      | Gerrie Geelen          | 30   |                        |                        |             |             |  |    |                     |             |             |  |   |               |              |              |  |   |               |            |        |
|  | 13           | 4                      | Gerrie Geelen          | 30   | Femke Verheul-Matze    | 22                     |             |             |  |    |                     |             |             |  |   |               |              |              |  |   |               |            |        |
|  | 13           |                        |                        |      | Femke Verheul-Matze    | 22                     |             |             |  |    |                     |             |             |  |   |               |              |              |  |   |               |            |        |
|  | 20           | Graddy Borst-de Wit    | 21                     |      |                        |                        |             |             |  |    |                     |             |             |  |   |               |              |              |  |   |               |            |        |
|  | 20           | Graddy Borst-de Wit    | 21                     |      | 13                     | Femke Verheul-Matze    | 17          |             |  |    |                     |             |             |  |   |               |              |              |  |   |               |            |        |
|  |              |                        |                        |      | 13                     | Femke Verheul-Matze    | 17          |             |  |    |                     |             |             |  |   |               |              |              |  |   |               |            |        |
|  |              | 4                      | Gerrie Geelen          | 25   |                        |                        |             |             |  |    |                     |             |             |  |   |               |              |              |  |   |               |            |        |
|  | 29           | 4                      | Gerrie Geelen          | 25   | Helen van Kempen       | 6                      |             |             |  |    |                     |             |             |  |   |               |              |              |  |   |               |            |        |
|  | 29           |                        |                        |      | Helen van Kempen       | 6                      |             |             |  |    |                     |             |             |  |   |               |              |              |  |   |               |            |        |
|  | 4            | Gerrie Geelen          | 22                     |      |                        |                        |             |             |  |    |                     |             |             |  |   |               |              |              |  |   |               |            |        |
|  | 4            | Gerrie Geelen          | 22                     |      |                        |                        |             |             |  |    |                     |             |             |  |   |               |              |              |  | 4 | Gerrie Geelen | 30         |        |
|  |              |                        |                        |      |                        |                        |             |             |  |    |                     |             |             |  |   |               |              |              |  | 4 | Gerrie Geelen | 30         |        |
|  |              |                        |                        |      |                        |                        |             |             |  |    |                     |             |             |  |   |               |              |              |  |   | 2             | Joke Breur | 10     |
|  | 3            | Sylvia Eckel           | 22                     |      |                        |                        |             |             |  |    |                     |             |             |  |   |               |              |              |  |   | 2             | Joke Breur | 10     |
|  | 3            | Sylvia Eckel           | 22                     |      |                        |                        |             |             |  |    |                     |             |             |  |   |               |              |              |  |   |               |            |        |
|  | 30           | Chantal Arntz          | 13                     |      |                        |                        |             |             |  |    |                     |             |             |  |   |               |              |              |  |   |               |            |        |
|  | 30           | Chantal Arntz          | 13                     |      | 3                      | Sylvia Eckel           | 25 P        |             |  |    |                     |             |             |  |   |               |              |              |  |   |               |            |        |
|  |              |                        |                        |      | 3                      | Sylvia Eckel           | 25 P        |             |  |    |                     |             |             |  |   |               |              |              |  |   |               |            |        |
|  |              | 14                     | Petra Lips-Versluis    | 25   |                        |                        |             |             |  |    |                     |             |             |  |   |               |              |              |  |   |               |            |        |
|  | 19           | 14                     | Petra Lips-Versluis    | 25   | Karin Knegt-Hoogers    | 11                     |             |             |  |    |                     |             |             |  |   |               |              |              |  |   |               |            |        |
|  | 19           |                        |                        |      | Karin Knegt-Hoogers    | 11                     |             |             |  |    |                     |             |             |  |   |               |              |              |  |   |               |            |        |
|  | 14           | Petra Lips-Versluis    | 22                     |      |                        |                        |             |             |  |    |                     |             |             |  |   |               |              |              |  |   |               |            |        |
|  | 14           | Petra Lips-Versluis    | 22                     |      |                        |                        |             |             |  | 3  | Sylvia Eckel        | 30          |             |  |   |               |              |              |  |   |               |            |        |
|  |              |                        |                        |      |                        |                        |             |             |  | 3  | Sylvia Eckel        | 30          |             |  |   |               |              |              |  |   |               |            |        |
|  |              | 11                     | Andrea Hofman-Manrique | 27   |                        |                        |             |             |  |    |                     |             |             |  |   |               |              |              |  |   |               |            |        |
|  | 11           | 11                     | Andrea Hofman-Manrique | 27   | Andrea Hofman-Manrique | 21                     |             |             |  |    |                     |             |             |  |   |               |              |              |  |   |               |            |        |
|  | 11           |                        |                        |      | Andrea Hofman-Manrique | 21                     |             |             |  |    |                     |             |             |  |   |               |              |              |  |   |               |            |        |
|  | 22           | Anoek Jutte            | 15                     |      |                        |                        |             |             |  |    |                     |             |             |  |   |               |              |              |  |   |               |            |        |
|  | 22           | Anoek Jutte            | 15                     |      | 11                     | Andrea Hofman-Manrique | 25          |             |  |    |                     |             |             |  |   |               |              |              |  |   |               |            |        |
|  |              |                        |                        |      | 11                     | Andrea Hofman-Manrique | 25          |             |  |    |                     |             |             |  |   |               |              |              |  |   |               |            |        |
|  |              | 6                      | Gerrie Wierstra        | 15   |                        |                        |             |             |  |    |                     |             |             |  |   |               |              |              |  |   |               |            |        |
|  | 27           | 6                      | Gerrie Wierstra        | 15   | Georgina van Velzen    | 14                     |             |             |  |    |                     |             |             |  |   |               |              |              |  |   |               |            |        |
|  | 27           |                        |                        |      | Georgina van Velzen    | 14                     |             |             |  |    |                     |             |             |  |   |               |              |              |  |   |               |            |        |
|  | 6            | Gerrie Wierstra        | 15                     |      |                        |                        |             |             |  |    |                     |             |             |  |   |               |              |              |  |   |               |            |        |
|  | 6            | Gerrie Wierstra        | 15                     |      |                        |                        |             |             |  |    |                     |             |             |  | 3 | Sylvia Eckel  | 22           |              |  |   |               |            |        |
|  |              |                        |                        |      |                        |                        |             |             |  |    |                     |             |             |  | 3 | Sylvia Eckel  | 22           |              |  |   |               |            |        |
|  |              | 2                      | Joke Breur             | 30   |                        |                        |             |             |  |    |                     |             |             |  |   |               |              |              |  |   |               |            |        |
|  | 7            | 2                      | Joke Breur             | 30   | Jetty van Hummel       | 22                     |             |             |  |    |                     |             |             |  |   |               |              |              |  |   |               |            |        |
|  | 7            |                        |                        |      | Jetty van Hummel       | 22                     |             |             |  |    |                     |             |             |  |   |               |              |              |  |   |               |            |        |
|  | 26           | Nienke Lehmann-Schutte | 5                      |      |                        |                        |             |             |  |    |                     |             |             |  |   |               |              |              |  |   |               |            |        |
|  | 26           | Nienke Lehmann-Schutte | 5                      |      | 7                      | Jetty van Hummel       | 18          |             |  |    |                     |             |             |  |   |               |              |              |  |   |               |            |        |
|  |              |                        |                        |      | 7                      | Jetty van Hummel       | 18          |             |  |    |                     |             |             |  |   |               |              |              |  |   |               |            |        |
|  |              | 10                     | Brigitte Duhn          | 25   |                        |                        |             |             |  |    |                     |             |             |  |   |               |              |              |  |   |               |            |        |
|  | 23           | 10                     | Brigitte Duhn          | 25   | Bets Dekker-Boon       | 11                     |             |             |  |    |                     |             |             |  |   |               |              |              |  |   |               |            |        |
|  | 23           |                        |                        |      | Bets Dekker-Boon       | 11                     |             |             |  |    |                     |             |             |  |   |               |              |              |  |   |               |            |        |
|  | 10           | Brigitte Duhn          | 22                     |      |                        |                        |             |             |  |    |                     |             |             |  |   |               |              |              |  |   |               |            |        |
|  | 10           | Brigitte Duhn          | 22                     |      |                        |                        |             |             |  | 10 | Brigitte Duhn       | 18          |             |  |   |               |              |              |  |   |               |            |        |
|  |              |                        |                        |      |                        |                        |             |             |  | 10 | Brigitte Duhn       | 18          |             |  |   |               |              |              |  |   |               |            |        |
|  |              | 2                      | Joke Breur             | 30   |                        |                        |             |             |  |    |                     |             |             |  |   |               |              |              |  |   |               |            |        |
|  | 15           | 2                      | Joke Breur             | 30   | Mieke Schenkels        | 14                     |             |             |  |    |                     |             |             |  |   |               |              |              |  |   |               |            |        |
|  | 15           |                        |                        |      | Mieke Schenkels        | 14                     |             |             |  |    |                     |             |             |  |   |               |              |              |  |   |               |            |        |
|  | 18           | Maartje de Jong        | 22                     |      |                        |                        |             |             |  |    |                     |             |             |  |   |               |              |              |  |   |               |            |        |
|  | 18           | Maartje de Jong        | 22                     |      | 18                     | Maartje de Jong        | 24          |             |  |    |                     |             |             |  |   |               |              |              |  |   |               |            |        |
|  |              |                        |                        |      | 18                     | Maartje de Jong        | 24          |             |  |    |                     |             |             |  |   |               |              |              |  |   |               |            |        |
|  |              | 2                      | Joke Breur             | 25   |                        |                        |             |             |  |    |                     |             |             |  |   |               |              |              |  |   |               |            |        |
|  | 31           | 2                      | Joke Breur             | 25   | Anneke Groenewoud      | 15                     |             |             |  |    |                     |             |             |  |   |               |              |              |  |   |               |            |        |
|  | 31           |                        |                        |      | Anneke Groenewoud      | 15                     |             |             |  |    |                     |             |             |  |   |               |              |              |  |   |               |            |        |
|  | 2            | Joke Breur             | 22                     |      |                        |                        |             |             |  |    |                     |             |             |  |   |               |              |              |  |   |               |            |        |

### Uitslagen Knock-out fase
Bij wedstrijden die in remise eindigden, volgden penalty’s.

#### Uitslagen beste 32
Te maken caramboles: 22 / Beurtenlimiet 44.
| NK Driebanden Klein Dames 2017-2018 - Beste 32 | NK Driebanden Klein Dames 2017-2018 - Beste 32 | NK Driebanden Klein Dames 2017-2018 - Beste 32 | NK Driebanden Klein Dames 2017-2018 - Beste 32 | NK Driebanden Klein Dames 2017-2018 - Beste 32 | NK Driebanden Klein Dames 2017-2018 - Beste 32 | NK Driebanden Klein Dames 2017-2018 - Beste 32 | NK Driebanden Klein Dames 2017-2018 - Beste 32 | NK Driebanden Klein Dames 2017-2018 - Beste 32 | NK Driebanden Klein Dames 2017-2018 - Beste 32 | NK Driebanden Klein Dames 2017-2018 - Beste 32 | NK Driebanden Klein Dames 2017-2018 - Beste 32 | NK Driebanden Klein Dames 2017-2018 - Beste 32 | NK Driebanden Klein Dames 2017-2018 - Beste 32 | NK Driebanden Klein Dames 2017-2018 - Beste 32 |
|                                                | SPEELSTER                                      | PP                                             | CAR                                            | BRT                                            | MOY                                            | HS                                             |                                                | SPEELSTER                                      | PP                                             | CAR                                            | BRT                                            | MOY                                            | HS                                             |                                                |
| ---------------------------------------------- | ---------------------------------------------- | ---------------------------------------------- | ---------------------------------------------- | ---------------------------------------------- | ---------------------------------------------- | ---------------------------------------------- | ---------------------------------------------- | ---------------------------------------------- | ---------------------------------------------- | ---------------------------------------------- | ---------------------------------------------- | ---------------------------------------------- | ---------------------------------------------- | ---------------------------------------------- |
| Tafel 1 10 maart 20:00 uur Tafel 2             | Monique van Exter                              | 0                                              | 15                                             | 35                                             | 0,428                                          | 3                                              | Sabine Bakker                                  | 2                                              | 22                                             | 41                                             | 0,536                                          | 4                                              | Tafel 3 10 maart 20:00 uur Tafel 4             |                                                |
| Tafel 1 10 maart 20:00 uur Tafel 2             | Natasja Damen                                  | 2                                              | 22                                             | 35                                             | 0,628                                          | 3                                              | Nicky Havermans                                | 0                                              | 21                                             | 41                                             | 0,512                                          | 3                                              | Tafel 3 10 maart 20:00 uur Tafel 4             |                                                |
| Tafel 1 10 maart 20:00 uur Tafel 2             |                                                |                                                |                                                |                                                |                                                |                                                |                                                |                                                |                                                |                                                |                                                |                                                |                                                |                                                |
| Tafel 1 10 maart 20:00 uur Tafel 2             | Margriet van den Akker                         | 0                                              | 10                                             | 44                                             | 0,227                                          | 2                                              | Pauline Gerritsen                              | 2                                              | 17                                             | 44                                             | 0,386                                          | 3                                              | Tafel 3 10 maart 20:00 uur Tafel 4             |                                                |
| Tafel 1 10 maart 20:00 uur Tafel 2             | Peggy Verkuijlen                               | 2                                              | 16                                             | 44                                             | 0,363                                          | 2                                              | Celina Wolfs                                   | 0                                              | 15                                             | 44                                             | 0,340                                          | 3                                              | Tafel 3 10 maart 20:00 uur Tafel 4             |                                                |
|                                                |                                                |                                                |                                                |                                                |                                                |                                                |                                                |                                                |                                                |                                                |                                                |                                                |                                                |                                                |
| Tafel 9 10 maart 20:00 uur Tafel 6             | Joke Martijn                                   | 2                                              | 22                                             | 40                                             | 0,550                                          | 4                                              | Femke Verheul-Matze                            | 2                                              | 22                                             | 44                                             | 0,500                                          | 4                                              | Tafel 7 10 maart 20:00 uur Tafel 8             |                                                |
| Tafel 9 10 maart 20:00 uur Tafel 6             | Joyce Klunder                                  | 0                                              | 14                                             | 40                                             | 0,350                                          | 3                                              | Graddy Borst-de Wit                            | 0                                              | 21                                             | 44                                             | 0,485                                          | 5                                              | Tafel 7 10 maart 20:00 uur Tafel 8             |                                                |
| Tafel 9 10 maart 20:00 uur Tafel 6             |                                                |                                                |                                                |                                                |                                                |                                                |                                                |                                                |                                                |                                                |                                                |                                                |                                                |                                                |
| Tafel 9 10 maart 20:00 uur Tafel 6             | Nynke Kuindersma                               | 0                                              | 16                                             | 44                                             | 0,363                                          | 3                                              | Helen van Kempen                               | 0                                              | 6                                              | 25                                             | 0,240                                          | 2                                              | Tafel 7 10 maart 20:00 uur Tafel 8             |                                                |
| Tafel 9 10 maart 20:00 uur Tafel 6             | Francine van Yperen                            | 2                                              | 20                                             | 44                                             | 0,454                                          | 6                                              | Gerrie Geelen                                  | 2                                              | 22                                             | 25                                             | 0,880                                          | 3                                              | Tafel 7 10 maart 20:00 uur Tafel 8             |                                                |
|                                                |                                                |                                                |                                                |                                                |                                                |                                                |                                                |                                                |                                                |                                                |                                                |                                                |                                                |                                                |
|                                                |                                                |                                                |                                                |                                                |                                                |                                                |                                                |                                                |                                                |                                                |                                                |                                                |                                                |                                                |
| Tafel 1 10 maart 21:00 uur Tafel 2             | Sylvia Eckel                                   | 2                                              | 22                                             | 40                                             | 0,550                                          | 3                                              | Andrea Hofman-Manrique                         | 2                                              | 21                                             | 44                                             | 0,477                                          | 3                                              | Tafel 3 10 maart 21:00 uur Tafel 4             |                                                |
| Tafel 1 10 maart 21:00 uur Tafel 2             | Chantal Arntz                                  | 0                                              | 13                                             | 40                                             | 0,325                                          | 2                                              | Anoek Jutte                                    | 0                                              | 15                                             | 44                                             | 0,340                                          | 3                                              | Tafel 3 10 maart 21:00 uur Tafel 4             |                                                |
| Tafel 1 10 maart 21:00 uur Tafel 2             |                                                |                                                |                                                |                                                |                                                |                                                |                                                |                                                |                                                |                                                |                                                |                                                |                                                |                                                |
| Tafel 1 10 maart 21:00 uur Tafel 2             | Karin Knegt-Hoogers                            | 0                                              | 11                                             | 41                                             | 0,268                                          | 2                                              | Georgina van Velzen                            | 0                                              | 14                                             | 44                                             | 0,318                                          | 3                                              | Tafel 3 10 maart 21:00 uur Tafel 4             |                                                |
| Tafel 1 10 maart 21:00 uur Tafel 2             | Petra Lips-Versluis                            | 2                                              | 22                                             | 41                                             | 0,536                                          | 6                                              | Gerrie Wierstra                                | 2                                              | 15                                             | 44                                             | 0,340                                          | 2                                              | Tafel 3 10 maart 21:00 uur Tafel 4             |                                                |
|                                                |                                                |                                                |                                                |                                                |                                                |                                                |                                                |                                                |                                                |                                                |                                                |                                                |                                                |                                                |
| Tafel 9 10 maart 21:00 uur Tafel 6             | Jetty van Hummel                               | 2                                              | 22                                             | 28                                             | 0,785                                          | 4                                              | Mieke Schenkels                                | 0                                              | 14                                             | 43                                             | 0,325                                          | 3                                              | Tafel 7 10 maart 21:00 uur Tafel 8             |                                                |
| Tafel 9 10 maart 21:00 uur Tafel 6             | Nienke Lehmann-Schutte                         | 0                                              | 5                                              | 28                                             | 0,178                                          | 1                                              | Maartje de Jong                                | 2                                              | 22                                             | 43                                             | 0,511                                          | 3                                              | Tafel 7 10 maart 21:00 uur Tafel 8             |                                                |
| Tafel 9 10 maart 21:00 uur Tafel 6             |                                                |                                                |                                                |                                                |                                                |                                                |                                                |                                                |                                                |                                                |                                                |                                                |                                                |                                                |
| Tafel 9 10 maart 21:00 uur Tafel 6             | Bets Dekker-Boon                               | 0                                              | 11                                             | 42                                             | 0,261                                          | 2                                              | Anneke Groenewoud                              | 0                                              | 15                                             | 40                                             | 0,375                                          | 3                                              | Tafel 7 10 maart 21:00 uur Tafel 8             |                                                |
| Tafel 9 10 maart 21:00 uur Tafel 6             | Brigitte Duhn                                  | 2                                              | 22                                             | 42                                             | 0,523                                          | 5                                              | Joke Breur                                     | 2                                              | 22                                             | 40                                             | 0,550                                          | 3                                              | Tafel 7 10 maart 21:00 uur Tafel 8             |                                                |
|                                                |                                                |                                                |                                                |                                                |                                                |                                                |                                                |                                                |                                                |                                                |                                                |                                                |                                                |                                                |

#### Uitslagen beste 16
Te maken caramboles: 25 / Beurtenlimiet 50.
| NK Driebanden Klein Dames 2017-2018 - Beste 16 | NK Driebanden Klein Dames 2017-2018 - Beste 16 | NK Driebanden Klein Dames 2017-2018 - Beste 16 | NK Driebanden Klein Dames 2017-2018 - Beste 16 | NK Driebanden Klein Dames 2017-2018 - Beste 16 | NK Driebanden Klein Dames 2017-2018 - Beste 16 | NK Driebanden Klein Dames 2017-2018 - Beste 16 | NK Driebanden Klein Dames 2017-2018 - Beste 16 | NK Driebanden Klein Dames 2017-2018 - Beste 16 | NK Driebanden Klein Dames 2017-2018 - Beste 16 | NK Driebanden Klein Dames 2017-2018 - Beste 16 | NK Driebanden Klein Dames 2017-2018 - Beste 16 | NK Driebanden Klein Dames 2017-2018 - Beste 16 | NK Driebanden Klein Dames 2017-2018 - Beste 16 | NK Driebanden Klein Dames 2017-2018 - Beste 16 |
|                                                | SPEELSTER                                      | PP                                             | CAR                                            | BRT                                            | MOY                                            | HS                                             |                                                | SPEELSTER                                      | PP                                             | CAR                                            | BRT                                            | MOY                                            | HS                                             |                                                |
| ---------------------------------------------- | ---------------------------------------------- | ---------------------------------------------- | ---------------------------------------------- | ---------------------------------------------- | ---------------------------------------------- | ---------------------------------------------- | ---------------------------------------------- | ---------------------------------------------- | ---------------------------------------------- | ---------------------------------------------- | ---------------------------------------------- | ---------------------------------------------- | ---------------------------------------------- | ---------------------------------------------- |
| Tafel 3 11 maart 10:00 uur Tafel 4             | Natasja Damen                                  | 0                                              | 19                                             | 50                                             | 0,380                                          | 4                                              | Francine van Yperen                            | 2                                              | 23                                             | 50                                             | 0,460                                          | 5                                              | Tafel 1 11 maart 10:00 uur Tafel 2             |                                                |
| Tafel 3 11 maart 10:00 uur Tafel 4             | Peggy Verkuijlen                               | 2                                              | 25                                             | 50                                             | 0,500                                          | 4                                              | Joke Martijn                                   | 0                                              | 21                                             | 50                                             | 0,420                                          | 3                                              | Tafel 1 11 maart 10:00 uur Tafel 2             |                                                |
| Tafel 3 11 maart 10:00 uur Tafel 4             |                                                |                                                |                                                |                                                |                                                |                                                |                                                |                                                |                                                |                                                |                                                |                                                |                                                |                                                |
| Tafel 3 11 maart 10:00 uur Tafel 4             | Pauline Gerritsen                              | 0                                              | 18                                             | 50                                             | 0,360                                          | 3                                              | Femke Verheul-Matze                            | 0                                              | 17                                             | 50                                             | 0,340                                          | 3                                              | Tafel 1 11 maart 10:00 uur Tafel 2             |                                                |
| Tafel 3 11 maart 10:00 uur Tafel 4             | Sabine Bakker                                  | 2                                              | 24                                             | 50                                             | 0,480                                          | 6                                              | Gerrie Geelen                                  | 2                                              | 25                                             | 50                                             | 0,500                                          | 3                                              | Tafel 1 11 maart 10:00 uur Tafel 2             |                                                |
|                                                |                                                |                                                |                                                |                                                |                                                |                                                |                                                |                                                |                                                |                                                |                                                |                                                |                                                |                                                |
| Tafel 7 11 maart 10:00 uur Tafel 8             | Sylvia Eckel                                   | 1                                              | 25                                             | 45                                             | 0,555                                          | 5                                              | Andrea Hofman-Manrique                         | 2                                              | 25                                             | 46                                             | 0,543                                          | 3                                              | Tafel 9 11 maart 10:00 uur Tafel 6             |                                                |
| Tafel 7 11 maart 10:00 uur Tafel 8             | Petra Lips-Versluis                            | 1                                              | 25                                             | 45                                             | 0,555                                          | 2                                              | Gerrie Wierstra                                | 0                                              | 15                                             | 46                                             | 0,326                                          | 3                                              | Tafel 9 11 maart 10:00 uur Tafel 6             |                                                |
| Tafel 7 11 maart 10:00 uur Tafel 8             |                                                |                                                |                                                |                                                |                                                |                                                |                                                |                                                |                                                |                                                |                                                |                                                |                                                |                                                |
| Tafel 7 11 maart 10:00 uur Tafel 8             | Jetty van Hummel                               | 0                                              | 18                                             | 36                                             | 0,500                                          | 2                                              | Maartje de Jong                                | 0                                              | 24                                             | 43                                             | 0,558                                          | 3                                              | Tafel 9 11 maart 10:00 uur Tafel 6             |                                                |
| Tafel 7 11 maart 10:00 uur Tafel 8             | Brigitte Duhn                                  | 2                                              | 25                                             | 36                                             | 0,694                                          | 3                                              | Joke Breur                                     | 2                                              | 25                                             | 43                                             | 0,581                                          | 2                                              | Tafel 9 11 maart 10:00 uur Tafel 6             |                                                |
|                                                |                                                |                                                |                                                |                                                |                                                |                                                |                                                |                                                |                                                |                                                |                                                |                                                |                                                |                                                |

Sylvia Eckel wint na penalty's: 3-0

#### Uitslagen kwartfinale
Te maken caramboles: 30 / Beurtenlimiet 60.
| NK Driebanden Klein Dames 2017-2018 - Kwartfinale | NK Driebanden Klein Dames 2017-2018 - Kwartfinale | NK Driebanden Klein Dames 2017-2018 - Kwartfinale | NK Driebanden Klein Dames 2017-2018 - Kwartfinale | NK Driebanden Klein Dames 2017-2018 - Kwartfinale | NK Driebanden Klein Dames 2017-2018 - Kwartfinale | NK Driebanden Klein Dames 2017-2018 - Kwartfinale | NK Driebanden Klein Dames 2017-2018 - Kwartfinale | NK Driebanden Klein Dames 2017-2018 - Kwartfinale | NK Driebanden Klein Dames 2017-2018 - Kwartfinale | NK Driebanden Klein Dames 2017-2018 - Kwartfinale | NK Driebanden Klein Dames 2017-2018 - Kwartfinale | NK Driebanden Klein Dames 2017-2018 - Kwartfinale | NK Driebanden Klein Dames 2017-2018 - Kwartfinale | NK Driebanden Klein Dames 2017-2018 - Kwartfinale |
|                                                   | SPEELSTER                                         | PP                                                | CAR                                               | BRT                                               | MOY                                               | HS                                                |                                                   | SPEELSTER                                         | PP                                                | CAR                                               | BRT                                               | MOY                                               | HS                                                |                                                   |
| ------------------------------------------------- | ------------------------------------------------- | ------------------------------------------------- | ------------------------------------------------- | ------------------------------------------------- | ------------------------------------------------- | ------------------------------------------------- | ------------------------------------------------- | ------------------------------------------------- | ------------------------------------------------- | ------------------------------------------------- | ------------------------------------------------- | ------------------------------------------------- | ------------------------------------------------- | ------------------------------------------------- |
| Tafel 4 11 maart 11:30 uur Tafel 1                | Peggy Verkuijlen                                  | 0                                                 | 19                                                | 60                                                | 0,316                                             | 3                                                 | Francine van Yperen                               | 0                                                 | 11                                                | 35                                                | 0,314                                             | 2                                                 | Tafel 2 11 maart 11:30 uur Tafel 3                |                                                   |
| Tafel 4 11 maart 11:30 uur Tafel 1                | Sabine Bakker                                     | 2                                                 | 24                                                | 60                                                | 0,400                                             | 3                                                 | Gerrie Geelen                                     | 2                                                 | 30                                                | 35                                                | 0,857                                             | 4                                                 | Tafel 2 11 maart 11:30 uur Tafel 3                |                                                   |
| Tafel 4 11 maart 11:30 uur Tafel 1                |                                                   |                                                   |                                                   |                                                   |                                                   |                                                   |                                                   |                                                   |                                                   |                                                   |                                                   |                                                   |                                                   |                                                   |
| Tafel 4 11 maart 11:30 uur Tafel 1                | Sylvia Eckel                                      | 2                                                 | 30                                                | 48                                                | 0,625                                             | 4                                                 | Brigitte Duhn                                     | 0                                                 | 18                                                | 54                                                | 0,333                                             | 3                                                 | Tafel 2 11 maart 11:30 uur Tafel 3                |                                                   |
| Tafel 4 11 maart 11:30 uur Tafel 1                | Andrea Hofman-Manrique                            | 0                                                 | 27                                                | 48                                                | 0,562                                             | 4                                                 | Joke Breur                                        | 2                                                 | 30                                                | 54                                                | 0,555                                             | 3                                                 | Tafel 2 11 maart 11:30 uur Tafel 3                |                                                   |
|                                                   |                                                   |                                                   |                                                   |                                                   |                                                   |                                                   |                                                   |                                                   |                                                   |                                                   |                                                   |                                                   |                                                   |                                                   |

#### Uitslagen halve finale
Te maken caramboles: 30 / Beurtenlimiet: geen.
| NK Driebanden Klein Dames 2017-2018 - Halve finale | NK Driebanden Klein Dames 2017-2018 - Halve finale | NK Driebanden Klein Dames 2017-2018 - Halve finale | NK Driebanden Klein Dames 2017-2018 - Halve finale | NK Driebanden Klein Dames 2017-2018 - Halve finale | NK Driebanden Klein Dames 2017-2018 - Halve finale | NK Driebanden Klein Dames 2017-2018 - Halve finale | NK Driebanden Klein Dames 2017-2018 - Halve finale | NK Driebanden Klein Dames 2017-2018 - Halve finale | NK Driebanden Klein Dames 2017-2018 - Halve finale | NK Driebanden Klein Dames 2017-2018 - Halve finale | NK Driebanden Klein Dames 2017-2018 - Halve finale | NK Driebanden Klein Dames 2017-2018 - Halve finale | NK Driebanden Klein Dames 2017-2018 - Halve finale | NK Driebanden Klein Dames 2017-2018 - Halve finale |
| 11 Maart                                           | SPEELSTER                                          | PP                                                 | CAR                                                | BRT                                                | MOY                                                | HS                                                 |                                                    | SPEELSTER                                          | PP                                                 | CAR                                                | BRT                                                | MOY                                                | HS                                                 | 11 Maart                                           |
| -------------------------------------------------- | -------------------------------------------------- | -------------------------------------------------- | -------------------------------------------------- | -------------------------------------------------- | -------------------------------------------------- | -------------------------------------------------- | -------------------------------------------------- | -------------------------------------------------- | -------------------------------------------------- | -------------------------------------------------- | -------------------------------------------------- | -------------------------------------------------- | -------------------------------------------------- | -------------------------------------------------- |
| Tafel 3 14:30 uur                                  | Joke Breur                                         | 2                                                  | 30                                                 | 44                                                 | 0,681                                              | 6                                                  | Gerrie Geelen                                      | 1                                                  | 30                                                 | 58                                                 | 0,517                                              | 4                                                  | Tafel 4 14:30 uur                                  |                                                    |
| Tafel 3 14:30 uur                                  | Sylvia Eckel                                       | 0                                                  | 22                                                 | 44                                                 | 0,500                                              | 3                                                  | Sabine Bakker                                      | 1                                                  | 30                                                 | 58                                                 | 0,517                                              | 2                                                  | Tafel 4 14:30 uur                                  |                                                    |
|                                                    |                                                    |                                                    |                                                    |                                                    |                                                    |                                                    |                                                    |                                                    |                                                    |                                                    |                                                    |                                                    |                                                    |                                                    |

Gerrie Geelen wint na penaty's:  0-1

#### Uitslag Finale

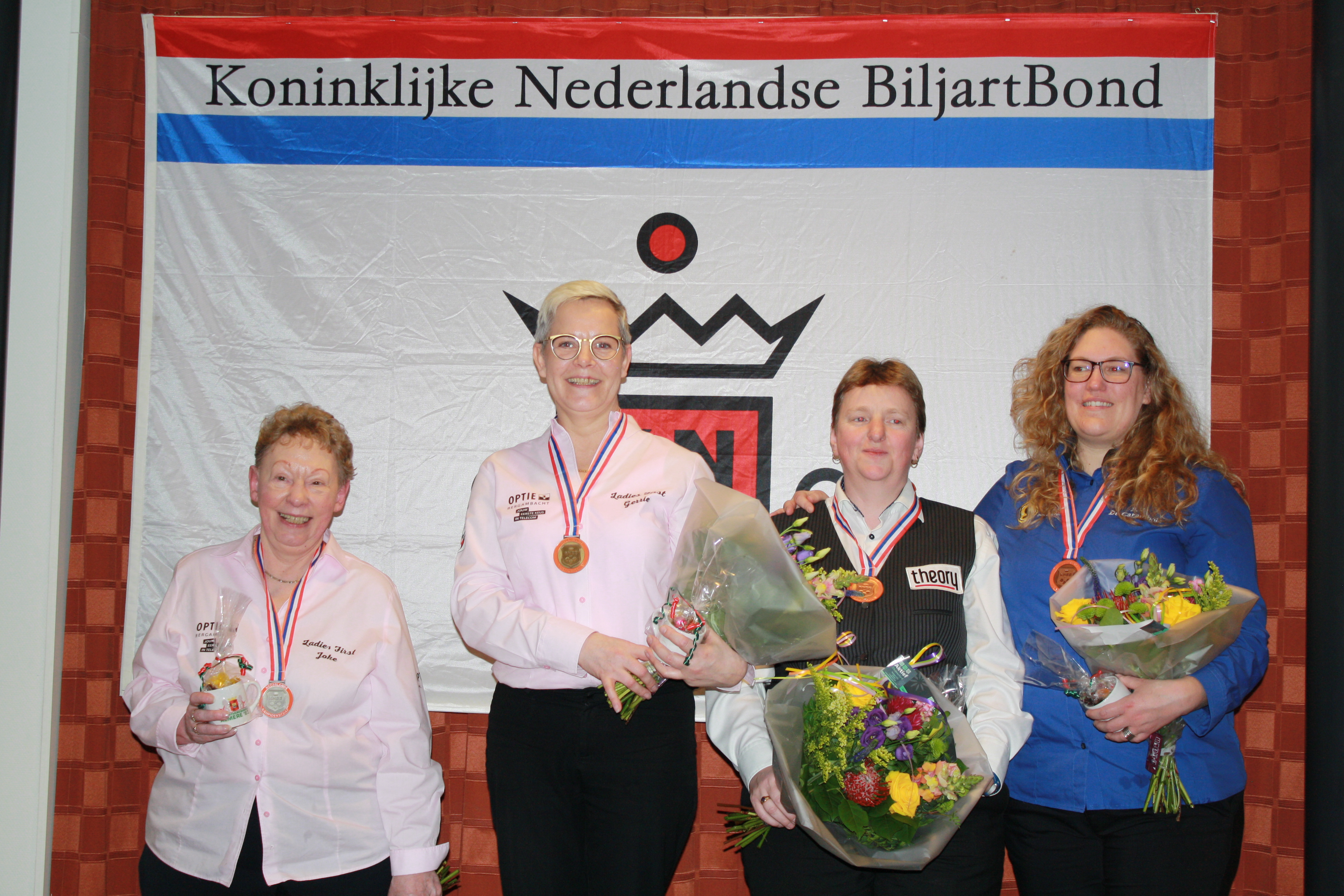
Podiumfoto NK Driebanden klein Dames 2017-2018

Te maken caramboles: 30 / Beurtenlimiet: geen.
| NK Driebanden Klein Dames 2017-2018 - Finale | NK Driebanden Klein Dames 2017-2018 - Finale | NK Driebanden Klein Dames 2017-2018 - Finale | NK Driebanden Klein Dames 2017-2018 - Finale | NK Driebanden Klein Dames 2017-2018 - Finale | NK Driebanden Klein Dames 2017-2018 - Finale | NK Driebanden Klein Dames 2017-2018 - Finale |
| 11 Maart                                     | SPEELSTER                                    | PP                                           | CAR                                          | BRT                                          | MOY                                          | HS                                           |
| -------------------------------------------- | -------------------------------------------- | -------------------------------------------- | -------------------------------------------- | -------------------------------------------- | -------------------------------------------- | -------------------------------------------- |
| Tafel 4 16:45 uur                            | Joke Breur                                   | 0                                            | 10                                           | 26                                           | 0,384                                        | 2                                            |
| Tafel 4 16:45 uur                            | Gerrie Geelen                                | 2                                            | 30                                           | 26                                           | 1,153                                        | 6                                            |
|                                              |                                              |                                              |                                              |                                              |                                              |                                              |

## Eindstand totaal
| NK Driebanden Klein Dames 2017-2018 – EINDSTAND | NK Driebanden Klein Dames 2017-2018 – EINDSTAND | NK Driebanden Klein Dames 2017-2018 – EINDSTAND | NK Driebanden Klein Dames 2017-2018 – EINDSTAND | NK Driebanden Klein Dames 2017-2018 – EINDSTAND | NK Driebanden Klein Dames 2017-2018 – EINDSTAND | NK Driebanden Klein Dames 2017-2018 – EINDSTAND | NK Driebanden Klein Dames 2017-2018 – EINDSTAND | NK Driebanden Klein Dames 2017-2018 – EINDSTAND |
| RANG                                            | SPELER                                          | GESP                                            | PP                                              | CAR                                             | BRT                                             | MOY                                             | PMOY                                            | HS                                              |
| ----------------------------------------------- | ----------------------------------------------- | ----------------------------------------------- | ----------------------------------------------- | ----------------------------------------------- | ----------------------------------------------- | ----------------------------------------------- | ----------------------------------------------- | ----------------------------------------------- |
|                                                 | Gerrie Geelen                                   | 12                                              | 23                                              | 238                                             | 347                                             | 0,660                                           | 1,153                                           | 6                                               |
|                                                 | Joke Breur                                      | 12                                              | 22                                              | 236                                             | 367                                             | 0,643                                           | 1,000                                           | 6                                               |
|                                                 | Sabine Bakker                                   | 11                                              | 21                                              | 215                                             | 434                                             | 0,495                                           | 0,586                                           | 6                                               |
| Sylvia Eckel                                    | 11                                              | 19                                              | 218                                             | 351                                             | 0,621                                           | 1,062                                           | 6                                               |                                                 |
| 5                                               | Francine van Yperen                             | 10                                              | 18                                              | 160                                             | 345                                             | 0,463                                           | 0,850                                           | 6                                               |
| 6                                               | Andrea Hofman-Manrique                          | 10                                              | 12                                              | 155                                             | 305                                             | 0,508                                           | 1,133                                           | 5                                               |
| 7                                               | Brigitte Duhn                                   | 10                                              | 12                                              | 167                                             | 336                                             | 0,497                                           | 0,944                                           | 5                                               |
| 8                                               | Peggy Verkuijlen                                | 10                                              | 12                                              | 148                                             | 357                                             | 0,414                                           | 0,809                                           | 5                                               |
| 9                                               | Joke Martijn                                    | 9                                               | 14                                              | 133                                             | 232                                             | 0,573                                           | 1,062                                           | 7                                               |
| 10                                              | Jetty van Hummel                                | 9                                               | 14                                              | 151                                             | 273                                             | 0,553                                           | 0,785                                           | 5                                               |
| 11                                              | Femke Verheul-Matze                             | 9                                               | 14                                              | 139                                             | 311                                             | 0,446                                           | 0,653                                           | 5                                               |
| 12                                              | Gerrie Wierstra                                 | 9                                               | 13                                              | 138                                             | 262                                             | 0,526                                           | 1,062                                           | 5                                               |
| 13                                              | Petra Lips-Versluis                             | 9                                               | 13                                              | 142                                             | 296                                             | 0,479                                           | 0,944                                           | 6                                               |
| 14                                              | Maartje de Jong                                 | 9                                               | 12                                              | 134                                             | 293                                             | 0,457                                           | 0,809                                           | 4                                               |
| 15                                              | Natasja Damen                                   | 9                                               | 10                                              | 103                                             | 312                                             | 0,330                                           | 0,628                                           | 4                                               |
| 16                                              | Pauline Gerritsen                               | 9                                               | 8                                               | 120                                             | 297                                             | 0,404                                           | 0,411                                           | 4                                               |
| 17                                              | Monique van Exter                               | 8                                               | 14                                              | 134                                             | 189                                             | 0,709                                           | 1,545                                           | 6                                               |
| 18                                              | Nicky Havermans                                 | 8                                               | 11                                              | 106                                             | 270                                             | 0,392                                           | 0,607                                           | 3                                               |
| 19                                              | Celina Wolfs                                    | 8                                               | 10                                              | 113                                             | 234                                             | 0,482                                           | 0,944                                           | 5                                               |
| 20                                              | Margriet van den Akker                          | 8                                               | 10                                              | 98                                              | 250                                             | 0,392                                           | 0,629                                           | 4                                               |
| 21                                              | Mieke Schenkels                                 | 8                                               | 8                                               | 104                                             | 247                                             | 0,421                                           | 0,531                                           | 3                                               |
| 22                                              | Graddy Borst-de Wit                             | 8                                               | 8                                               | 96                                              | 237                                             | 0,405                                           | 0,441                                           | 5                                               |
| 23                                              | Karin Knegt-Hoogers                             | 8                                               | 8                                               | 106                                             | 269                                             | 0,394                                           | 0,566                                           | 3                                               |
| 24                                              | Bets Dekker-Boon                                | 8                                               | 7                                               | 88                                              | 245                                             | 0,359                                           | 0,894                                           | 5                                               |
| 25                                              | Nynke Kuindersma                                | 8                                               | 6                                               | 85                                              | 222                                             | 0,382                                           | 0,566                                           | 4                                               |
| 26                                              | Anoek Jutte                                     | 8                                               | 6                                               | 99                                              | 262                                             | 0,377                                           | 0,548                                           | 5                                               |
| 27                                              | Georgina van Velzen                             | 8                                               | 6                                               | 77                                              | 221                                             | 0,348                                           | 0,470                                           | 3                                               |
| 28                                              | Helen van Kempen                                | 8                                               | 6                                               | 84                                              | 254                                             | 0,330                                           | 0,411                                           | 4                                               |
| 29                                              | Joyce Klunder                                   | 8                                               | 5                                               | 87                                              | 247                                             | 0,352                                           | 0,653                                           | 4                                               |
| 30                                              | Anneke Groenewoud                               | 8                                               | 5                                               | 83                                              | 250                                             | 0,332                                           | 0,441                                           | 5                                               |
| 31                                              | Chantal Arntz                                   | 8                                               | 5                                               | 86                                              | 265                                             | 0,324                                           | 0,441                                           | 4                                               |
| 32                                              | Nienke Lehmann-Schutte                          | 8                                               | 3                                               | 79                                              | 233                                             | 0,339                                           | 0,441                                           | 4                                               |
| 33                                              | Helen Koelink                                   | 7                                               | 6                                               | 68                                              | 214                                             | 0,317                                           | 0,500                                           | 3                                               |
| 34                                              | Janine Verkerk-Heikoop                          | 7                                               | 6                                               | 65                                              | 233                                             | 0,278                                           | 0,411                                           | 5                                               |
| 35                                              | Lia Addicks                                     | 7                                               | 4                                               | 69                                              | 233                                             | 0,296                                           | 0,382                                           | 3                                               |
| 36                                              | Luci Oosterholt                                 | 7                                               | 4                                               | 59                                              | 233                                             | 0,253                                           | 0,411                                           | 3                                               |
| 37                                              | Ilse Krishnadath                                | 7                                               | 4                                               | 56                                              | 238                                             | 0,235                                           | 0,323                                           | 3                                               |
| 38                                              | Hillechien Adrichem                             | 7                                               | 4                                               | 52                                              | 221                                             | 0,235                                           | 0,323                                           | 3                                               |
| 39                                              | Ada Gerritsen                                   | 7                                               | 4                                               | 42                                              | 228                                             | 0,184                                           | 0,264                                           | 4                                               |
| 40                                              | Jacquelien van den Berg                         | 7                                               | 3                                               | 50                                              | 221                                             | 0,226                                           | 0,411                                           | 5                                               |
| 41                                              | Corry van de Laar                               | 7                                               | 2                                               | 55                                              | 219                                             | 0,251                                           | 0,264                                           | 3                                               |
| 42                                              | Els van Tol                                     | 7                                               | 2                                               | 53                                              | 220                                             | 0,240                                           | 0,264                                           | 3                                               |
| 43                                              | Carla Diek                                      | 7                                               | 2                                               | 31                                              | 168                                             | 0,184                                           | geen                                            | 2                                               |
| 44                                              | Anita Schonewille                               | 7                                               | 2                                               | 37                                              | 215                                             | 0,172                                           | geen                                            | 4                                               |
| 45                                              | Bea Stitselaar-Kok                              | 7                                               | 2                                               | 34                                              | 225                                             | 0,151                                           | 0,264                                           | 2                                               |
| 46                                              | Ada Cozijnsen                                   | 7                                               | 0                                               | 37                                              | 224                                             | 0,165                                           | geen                                            | 2                                               |
|                                                 |                                                 |                                                 |                                                 |                                                 |                                                 |                                                 |                                                 |                                                 |

Lelystad 2016-2017 · 
Almere 2017-2018 · 
Almere 2018-2019 · 
Almere 2019-2020